# Venerque
Venerque est une commune française située dans le centre du département de la Haute-Garonne en région Occitanie.
Sur le plan historique et culturel, la commune est dans le Lauragais, l'ancien « Pays de Cocagne », lié à la fois à la culture du pastel et à l’abondance des productions, et de « grenier à blé du Languedoc ». Exposée à un climat océanique altéré, elle est drainée par l'Ariège, la Hyse, le Tédèlou, le Rieutort, le ruisseau de l'houmenet, le ruisseau d'orbail et par divers autres petits cours d'eau. La commune possède un patrimoine naturel remarquable : un site Natura 2000 (« Garonne, Ariège, Hers, Salat, Pique et Neste »), deux espaces protégés (« la Garonne, l'Ariège, l'Hers Vif et le Salat » et la réserve naturelle régionale Confluence Garonne-Ariège) et deux zones naturelles d'intérêt écologique, faunistique et floristique.
Venerque est une commune rurale qui compte 2 898 habitants en 2022, après avoir connu une forte hausse de la population depuis 1962. Elle est dans l'agglomération de Venerque et fait partie de l'aire d'attraction de Toulouse. Ses habitants sont appelés les Venerquois ou  Venerquoises.
Le patrimoine architectural de la commune comprend un immeuble protégé au titre des monuments historiques : l'église Saint-Pierre-et-Saint-Phébade, classée en 1840.

## Géographie

### Localisation
La commune de Venerque se trouve dans le département de la Haute-Garonne, en région Occitanie.
Sur le plan historique et culturel, Venerque fait partie du Lauragais, occupant une vaste zone, autour de l’axe central que constitue le canal du Midi, entre les agglomérations de Toulouse au nord-ouest et Carcassonne au sud-est et celles de Castres au nord-est et Pamiers au sud-ouest. C'est l'ancien « Pays de Cocagne », lié à la fois à la culture du pastel et à l’abondance des productions, et de « grenier à blé du Languedoc ».
Elle se situe à 19 km à vol d'oiseau de Toulouse, préfecture du département, à 10 km de Muret, sous-préfecture, et à 10 km de Portet-sur-Garonne, bureau centralisateur du canton de Portet-sur-Garonne dont dépend la commune depuis 2015 pour les élections départementales.
La commune est par ailleurs ville-centre du bassin de vie de Venerque.
Les communes les plus proches sont : 
Vernet (1,0 km), Clermont-le-Fort (2,9 km), Grépiac (3,2 km), Labruyère-Dorsa (3,6 km), Labarthe-sur-Lèze (4,1 km), Espanès (4,2 km), Lagardelle-sur-Lèze (5,1 km), Issus (5,1 km).
Venerque est limitrophe de cinq autres communes.
|        | Clermont-le-Fort | Espanès |
| Vernet | Venerque         | Issus   |
|        | Grépiac          |         |

### Géologie
La rivière principale qui arrose Venerque est l'Ariège. C'est aussi dans le village à côté de la plaine sportive que l'autre rivière phare de la commune, l'Aïse ou Hyse, se jette dans l'Ariège. Juste avant ce confluent, la Hyse se trouve alimentée par le ruisseau de l'Houmenet et un peu plus en amont par le Tédèlou.
Le Pech-David est le seul relief de la commune.

### Hydrographie

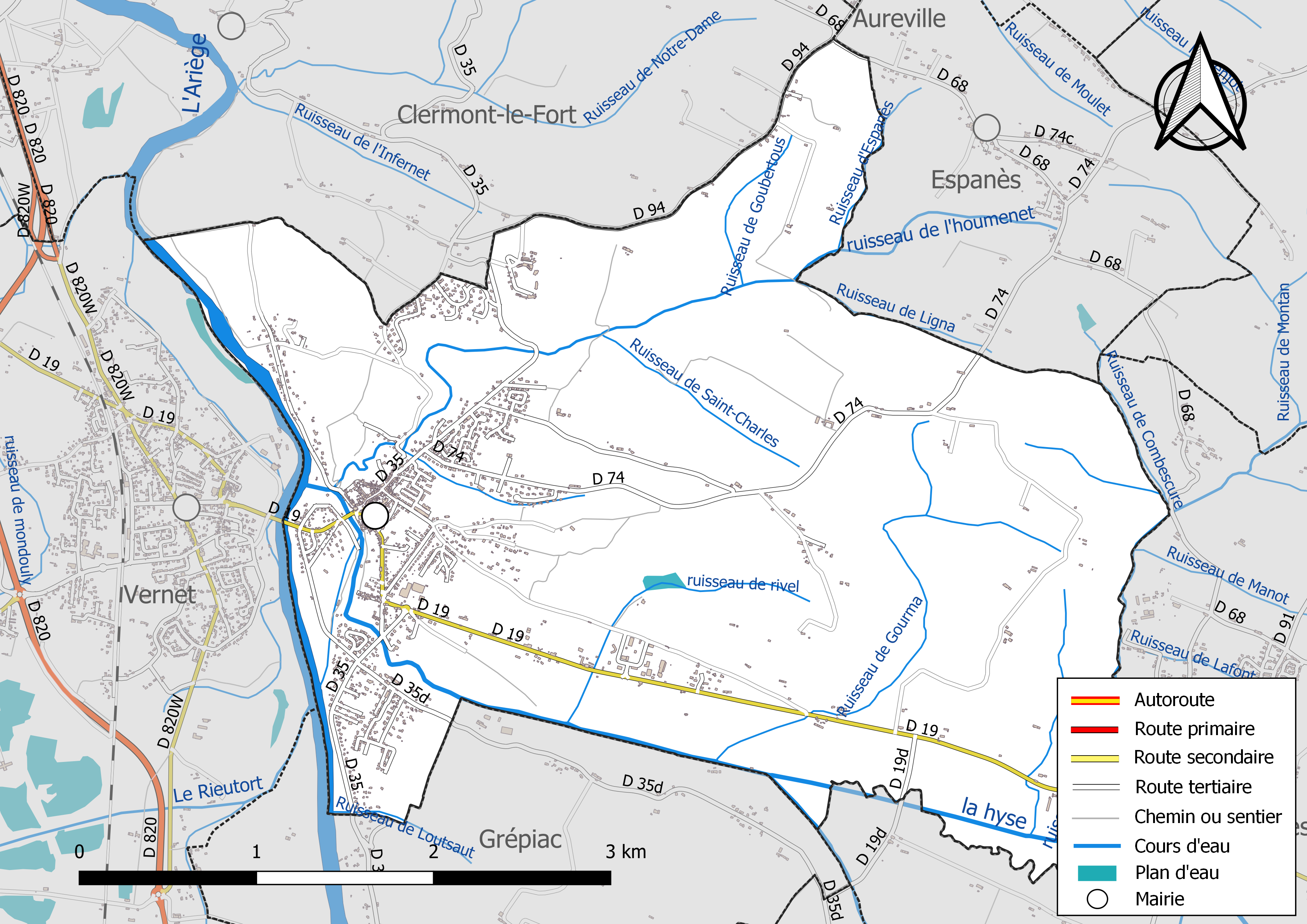
Réseaux hydrographique et routier de Venerque.

La commune est dans le bassin de la Garonne, au sein du bassin hydrographique Adour-Garonne. Elle est drainée par l'Ariège, la Hyse, le Tédèlou, le Rieutort, le ruisseau de l'houmenet, le ruisseau d'orbail, le ruisseau de Combescure, le ruisseau de Goubertous, le ruisseau de Gourma, le ruisseau de Lafont, le ruisseau de Ligna, le ruisseau de Loutsaut, le ruisseau de Manot, le ruisseau de rivel, et par divers petits cours d'eau, constituant un réseau hydrographique de 27 km de longueur totale,.
L'Ariège, d'une longueur totale de 162,91 km, prend sa source dans la commune de Porta (66) et s'écoule vers le nord. Il traverse la commune et se jette dans la Garonne à Portet-sur-Garonne, après avoir traversé 56 communes.
La Hyse, d'une longueur totale de 29,3 km, prend sa source dans la commune de Gibel et s'écoule du sud-est vers le nord-ouest. Elle traverse la commune et se jette dans l'Ariège sur le territoire communal, après avoir traversé 10 communes.
Le Tédèlou, d'une longueur totale de 18,8 km, prend sa source dans la commune de Calmont et s'écoule vers le nord-ouest. Il se jette dans la Hyse sur le territoire communal, après avoir traversé 8 communes.

### Climat
Pour des articles plus généraux, voir Climat de l'Occitanie et Climat de la Haute-Garonne.
En 2010, le climat de la commune est de type climat du Bassin du Sud-Ouest, selon une étude s'appuyant sur une série de données couvrant la période 1971-2000. En 2020, Météo-France publie une typologie des climats de la France métropolitaine dans laquelle la commune est exposée à un climat océanique altéré et est dans la région climatique Aquitaine, Gascogne, caractérisée par une pluviométrie abondante au printemps, modérée en automne, un faible ensoleillement au printemps, un été chaud (19,5 °C), des vents faibles, des brouillards fréquents en automne et en hiver et des orages fréquents en été (15 à 20 jours).
Pour la période 1971-2000, la température annuelle moyenne est de 13,2 °C, avec une amplitude thermique annuelle de 15,8 °C. Le cumul annuel moyen de précipitations est de 746 mm, avec 9,7 jours de précipitations en janvier et 5,8 jours en juillet. Pour la période 1991-2020, la température moyenne annuelle observée sur la station météorologique la plus proche, située sur la commune de Cugnaux à 14 km à vol d'oiseau, est de 14,3 °C et le cumul annuel moyen de précipitations est de 635,7 mm,. Pour l'avenir, les paramètres climatiques de la commune estimés pour 2050 selon différents scénarios d'émission de gaz à effet de serre sont consultables sur un site dédié publié par Météo-France en novembre 2022.

### Milieux naturels et biodiversité

#### Espaces protégés
La protection réglementaire est le mode d’intervention le plus fort pour préserver des espaces naturels remarquables et leur biodiversité associée,.
Deux espaces protégés sont présents sur la commune : 
- « la Garonne, l'Ariège, l'Hers Vif et le Salat », objet d'un arrêté de protection de biotope, d'une superficie de 1 658,7 ha[22] ;
- la réserve naturelle régionale Confluence Garonne-Ariège, classée en 2015, d'une superficie de 587 ha, qui constitue un lieu patrimonial d’exception en termes écologique et biologique, d’intérêt régional, voire national dans un contexte périurbain prononcé. Parmi les espèces floristiques remarquables, on trouve entre autres, l’utriculaire élevée et le jonc fleuri (espèces affiliées aux zones humides), le silène de France et le grand muflier (inféodées aux milieux prairiaux secs et pauvres), le peigne de Vénus et la nigelle de France (pour les espaces agricoles limitrophes)[23],[24].

#### Réseau Natura 2000

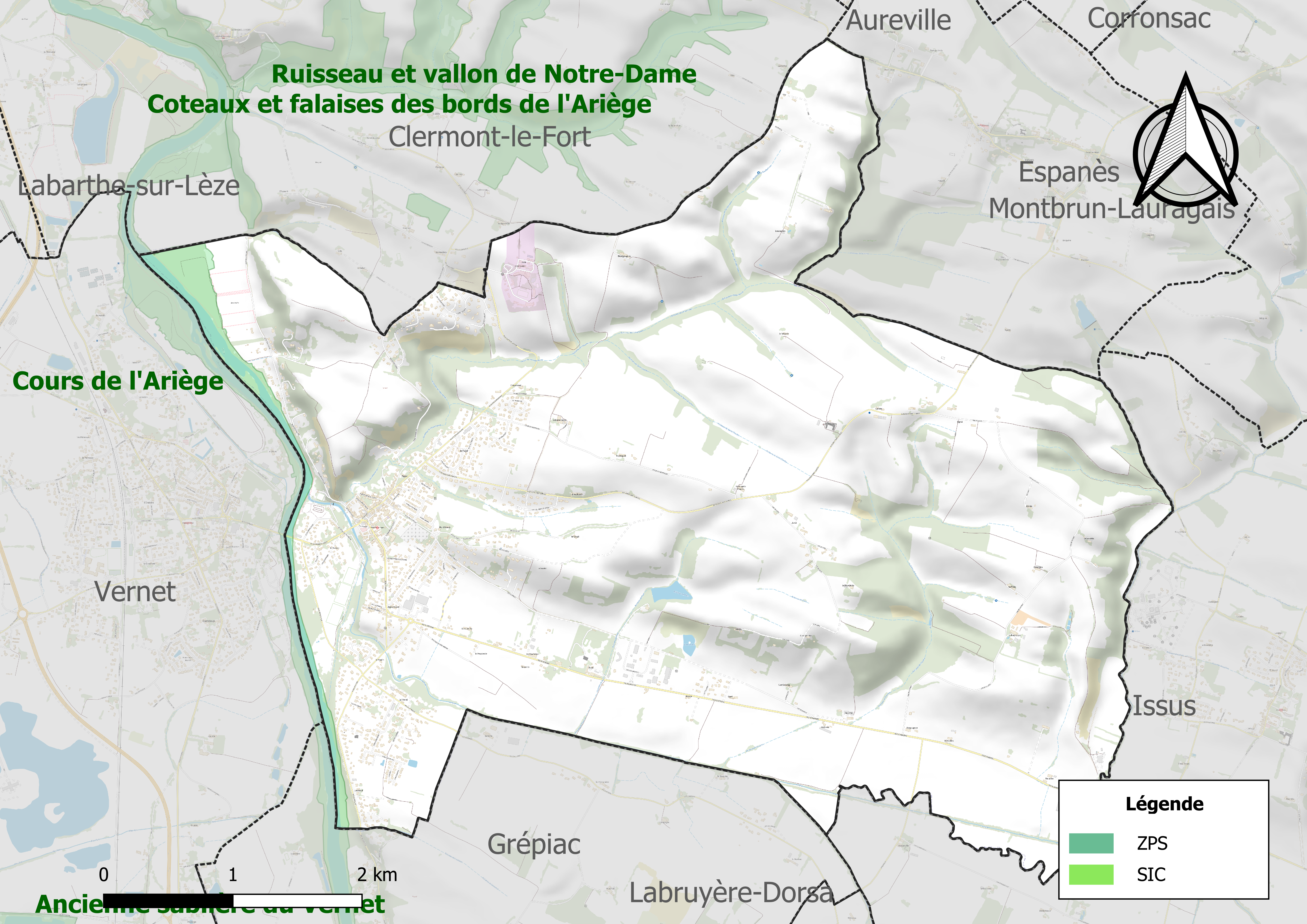
Site Natura 2000 sur le territoire communal.

Le réseau Natura 2000 est un réseau écologique européen de sites naturels d'intérêt écologique élaboré à partir des directives habitats et oiseaux, constitué de zones spéciales de conservation (ZSC) et de zones de protection spéciale (ZPS).
Un site Natura 2000 a été défini sur la commune au titre de la directive habitats : « Garonne, Ariège, Hers, Salat, Pique et Neste », d'une superficie de 9 581 ha, un réseau hydrographique pour les poissons migrateurs, avec des zones de frayères actives et potentielles importantes pour le Saumon en particulier qui fait l'objet d'alevinages réguliers et dont des adultes atteignent déjà Foix sur l'Ariège.

#### Zones naturelles d'intérêt écologique, faunistique et floristique

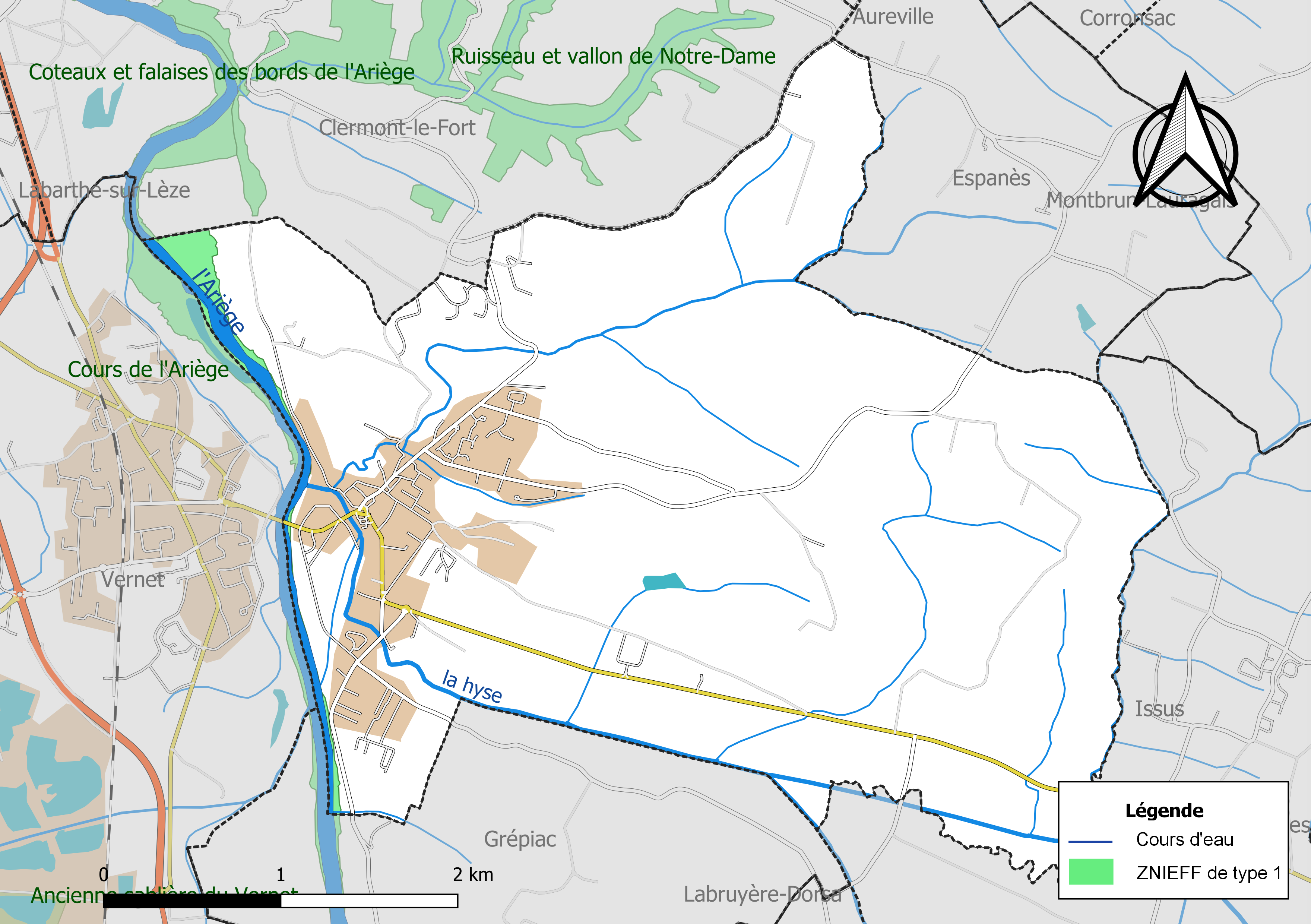
Carte de la ZNIEFF de type 1 localisée sur la commune.

L’inventaire des zones naturelles d'intérêt écologique, faunistique et floristique (ZNIEFF) a pour objectif de réaliser une couverture des zones les plus intéressantes sur le plan écologique, essentiellement dans la perspective d’améliorer la connaissance du patrimoine naturel national et de fournir aux différents décideurs un outil d’aide à la prise en compte de l’environnement dans l’aménagement du territoire.
Une ZNIEFF de type 1 est recensée sur la commune :
le « cours de l'Ariège » (1 341 ha), couvrant 56 communes dont 43 dans l'Ariège et 13 dans la Haute-Garonne et une ZNIEFF de type 2, : 
« l'Ariège et ripisylves » (1 975 ha), couvrant 56 communes dont 43 dans l'Ariège et 13 dans la Haute-Garonne.

## Urbanisme

### Typologie
Au 1er janvier 2024, Venerque est catégorisée bourg rural, selon la nouvelle grille communale de densité à sept niveaux définie par l'Insee en 2022.
Elle appartient à l'unité urbaine de Venerque, une agglomération intra-départementale regroupant quatre  communes, dont elle est ville-centre,,. Par ailleurs la commune fait partie de l'aire d'attraction de Toulouse, dont elle est une commune de la couronne,. Cette aire, qui regroupe 527 communes, est catégorisée dans les aires de 700 000 habitants ou plus (hors Paris),.

### Occupation des sols

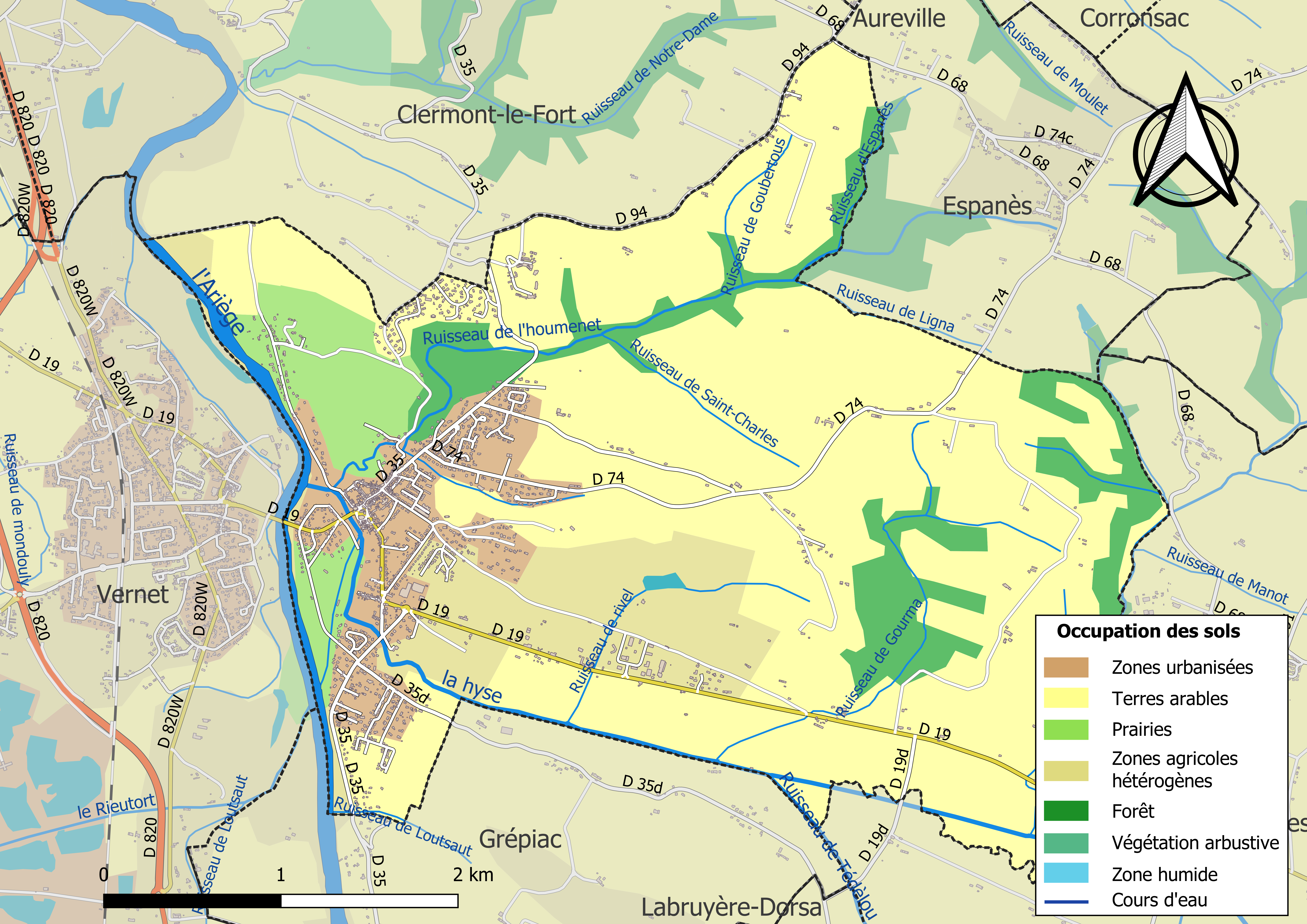
Carte des infrastructures et de l'occupation des sols de la commune en 2018 (CLC).

L'occupation des sols de la commune, telle qu'elle ressort de la base de données européenne d’occupation biophysique des sols Corine Land Cover (CLC), est marquée par l'importance des territoires agricoles (78,8 % en 2018), en diminution par rapport à 1990 (85,5 %). La répartition détaillée en 2018 est la suivante : 
terres arables (61,9 %), zones urbanisées (11,4 %), zones agricoles hétérogènes (10,7 %), forêts (9,8 %), prairies (6,2 %). L'évolution de l’occupation des sols de la commune et de ses infrastructures peut être observée sur les différentes représentations cartographiques du territoire : la carte de Cassini (XVIIIe siècle), la carte d'état-major (1820-1866) et les cartes ou photos aériennes de l'IGN pour la période actuelle (1950 à aujourd'hui).

### Voies de communication et transports

#### Voies de communication
Accès par l'autoroute A66 sortie  1.

#### Transports
La commune compte une gare sur son territoire, la gare de Venerque-Le Vernet, sur la ligne Portet-Saint-Simon - Puigcerda, desservie quotidiennement par des TER Occitanie effectuant des liaisons entre les gares de Toulouse-Matabiau, Foix et Ax-les-Thermes.
La ligne 318 du réseau Arc-en-Ciel relie la commune à la gare routière de Toulouse depuis Mazères.

### Risques majeurs
Le territoire de la commune de Venerque est vulnérable à différents aléas naturels : météorologiques (tempête, orage, neige, grand froid, canicule ou sécheresse), inondations, mouvements de terrains et séisme (sismicité très faible). Il est également exposé à un risque technologique, la rupture d'un barrage. Un site publié par le BRGM permet d'évaluer simplement et rapidement les risques d'un bien localisé soit par son adresse soit par le numéro de sa parcelle.

#### Risques naturels
Certaines parties du territoire communal sont susceptibles d’être affectées par le risque d’inondation par débordement de cours d'eau, notamment la Hyse et le Tédèlou. La commune a été reconnue en état de catastrophe naturelle au titre des dommages causés par les inondations et coulées de boue survenues en 1982, 1993, 1996, 2000, 2007, 2009, 2021 et 2022,.

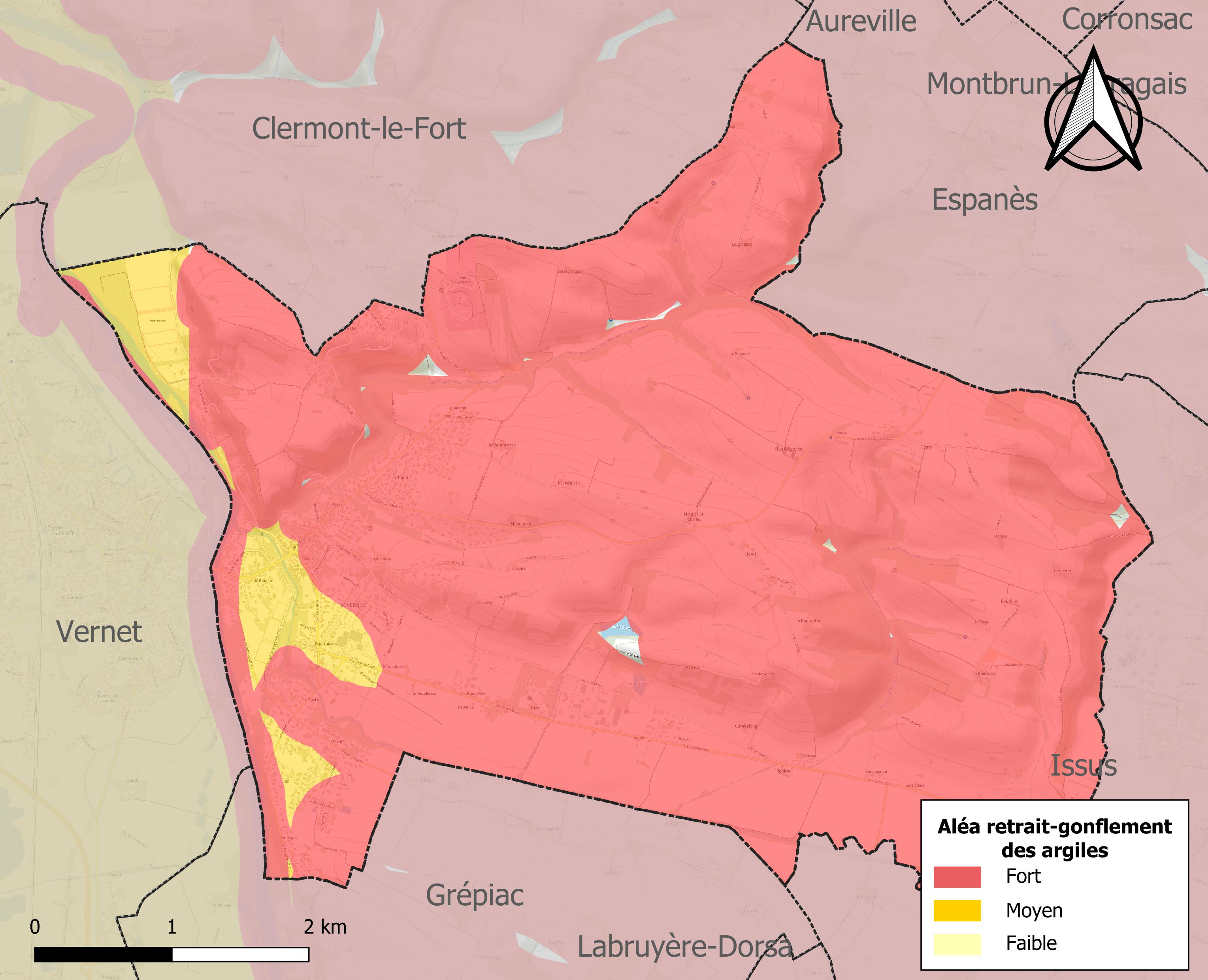
Carte des zones d'aléa retrait-gonflement des sols argileux de Venerque.

La commune est vulnérable au risque de mouvements de terrains constitué principalement du retrait-gonflement des sols argileux. Cet aléa est susceptible d'engendrer des dommages importants aux bâtiments en cas d’alternance de périodes de sécheresse et de pluie. 99,6 % de la superficie communale est en aléa moyen ou fort (88,8 % au niveau départemental et 48,5 % au niveau national). Sur les 1 086 bâtiments dénombrés sur la commune en 2019, 1 086 sont en aléa moyen ou fort, soit 100 %, à comparer aux 98 % au niveau départemental et 54 % au niveau national. Une cartographie de l'exposition du territoire national au retrait gonflement des sols argileux est disponible sur le site du BRGM,.
Par ailleurs, afin de mieux appréhender le risque d’affaissement de terrain, l'inventaire national des cavités souterraines permet de localiser celles situées sur la commune.
Concernant les mouvements de terrains, la commune a été reconnue en état de catastrophe naturelle au titre des dommages causés par la sécheresse en 1989, 1991, 1998, 2002, 2003, 2005, 2011, 2012 et 2016, par des mouvements de terrain en 1999 et par des glissements de terrain en 1993.

#### Risques technologiques
La commune est en outre située en aval des barrages de Montbel (Ariège), de Gnioure, de Naguilhes (Ariège), de Laparan (Ariège) et de Soulcem (Ariège). À ce titre elle est susceptible d’être touchée par l’onde de submersion consécutive à la rupture d'un de ces ouvrages.

## Toponymie
Le nom de la localité est attesté sous les formes [Sancti Petri] Vermercensis vers 960 dans le testament de l'évêque Hugues de Toulouse, [terminio de] Vernercha en 1080 lors du don du bois d'Orzvals par le comte de Toulouse au monastère local. C'est pourtant cette dernière dénomination que l'on trouve dans la mention la plus ancienne qui date de 817 à l'occasion du dénombrement des abbayes du royaume fait lors du concile d'Aix-la-Chapelle. On le lui trouve sous le nom de [monasterium] Venercha. La liste complète figure par exemple dans l'appendice de l'article "Les ordonnances monastiques de Louis le Pieux" d'Emile Lesne.
Certaines explications ne se basent pas sur la réalité et l'étude phonétique des formes anciennes, et les autres sont incomplètes. Ainsi, *Bona Arx ou *Bene Arceo sont des formes non attestées (d'où l'astérisque) et ne ressemblent en rien à Vermercensis ou à Venercha, formes réellement mentionnées. En outre, elles auraient dû aboutir à *Bonar[c]s ou à *Venarc. L'autre forme Bénerkue à supposer qu'elle soit véritablement attestée, n'est pas datée, et va dans le sens de la proposition formulée plus bas par Ernest Nègre. De plus, le latin classique arx n'a eu aucun emploi dans la toponymie de la Gaule, qui ne connaît que le latin arcus qui a donné le français et l'occitan arc. Quant au terme d'ancien français venerie, il est impossible qu'il se retrouve dans la toponymie de langue d'oc au Moyen Âge, ce terme étant une formation en langue d'oïl, basée sur le verbe d'ancien français vener « chasser » et le suffixe -erie, et il est attesté en ancien français bien plus tard que les plus anciennes mentions de Vénerque. En outre, il manque l'explication de la terminaison -que dans ce cas.
Certains toponymistes y ont vu un Veneri, nom de la déesse romaine Vénus au locatif, combiné avec le suffixe -ica, d'où *Venerica ayant le sens global de « lieu dédié à Venus ». On retrouve Venus au génitif dans le français vendredi, issu de Veneris diem proprement « jour de Vénus » et dans l'occitan Divendres de diem Veneris, même sens. Le suffixe latin -ensi de Vermercensis s'ajoute en général à tout élément (peuples, villes, etc.) pour indiquer la provenance dans les formes anciennes latinisées pour les besoins des textes rédigés dans cette langue et n'est donc pas à prendre en compte dans l'explication étymologique. C'est pourquoi Ernest Nègre ne retient pour son explication que le radical Vermerc-.
Cependant, il rejette implicitement la forme Vermercensis comme une cacographie pour *Vernecensis ou alors pour *Venercensis, le [m] n'ayant pas pu muter en [n] par la suite. Il sous-entend probablement un *Vernic-ensis  ou *Venirc-ensis pour soutenir l'hypothèse du nom de personne germanique Bernico qui serait devenu *Benirco par métathèse de [r], phénomène récurrent en toponymie et dans la langue courante (cf. infarctus, dit souvent infractus). De plus, l'évolution *Venirc-> Venerc- est possible. Cet élément serait suivi du suffixe -a, d'où la forme *Benirca « lieu de Bernico » écrite par la suite *Venirca (graphié avec un v initial, car cette lettre se prononce [b] à l'initiale en langue d'oc), puis Venercha (ch étant une graphie ancienne pour qu), francisé par la suite en Vénerque.
Toutefois, toutes les approches ci-dessus peuvent être remise en cause par le nom de la commune voisine « le vernet ». En gaulois et en celtique, le vern est à rapprocher de l'arbre nommé actuellement l'aulne. Il s'agit donc d'un lieu où devait pousser cet arbre en quantité.

## Histoire

### Préhistoire
On peut imaginer qu'à cette époque Venerque est coincé entre une vaste étendue d'eau au pied du Pech-David et d'Espeyrouzes d'un côté, et d'une forêt impénétrable sur le coteau.
Il y a une présence attestée d'habitat dès le Paléolithique inférieur. On en doit la preuve au professeur Jean-Baptiste Noulet qui découvre du mobilier préhistorique, en particulier dans le ravin de l'Houmenet. Il est non seulement l'un des gisements majeurs du village mais c'est le seul du vieux bourg où le savant met au jour des outils fabriqués par la main de l'homme. Il trouvera d'autres sites dans des quartiers périphériques du village : à la Trinité, à Julia, à Mont Saint-Charles, au Pujal et à Bézégnagues. Ces outils proviendraient d'un "atelier" situé au lieu-dit Roqueville qui est actuellement situé sur la commune d'Issus. Ces fouilles lui permettront d'alimenter ses recherches sur l'homme préhistorique. Ce qui sont aujourd'hui la rue Guillaume de Falgar, les ravins du Pujal et du Pas-Cahus sont des sites où il fera d'autres découvertes notamment une molaire de mammouth. Tous ces vestiges de ce lointain passé sont conservés au muséum de Toulouse dont il fut le directeur.

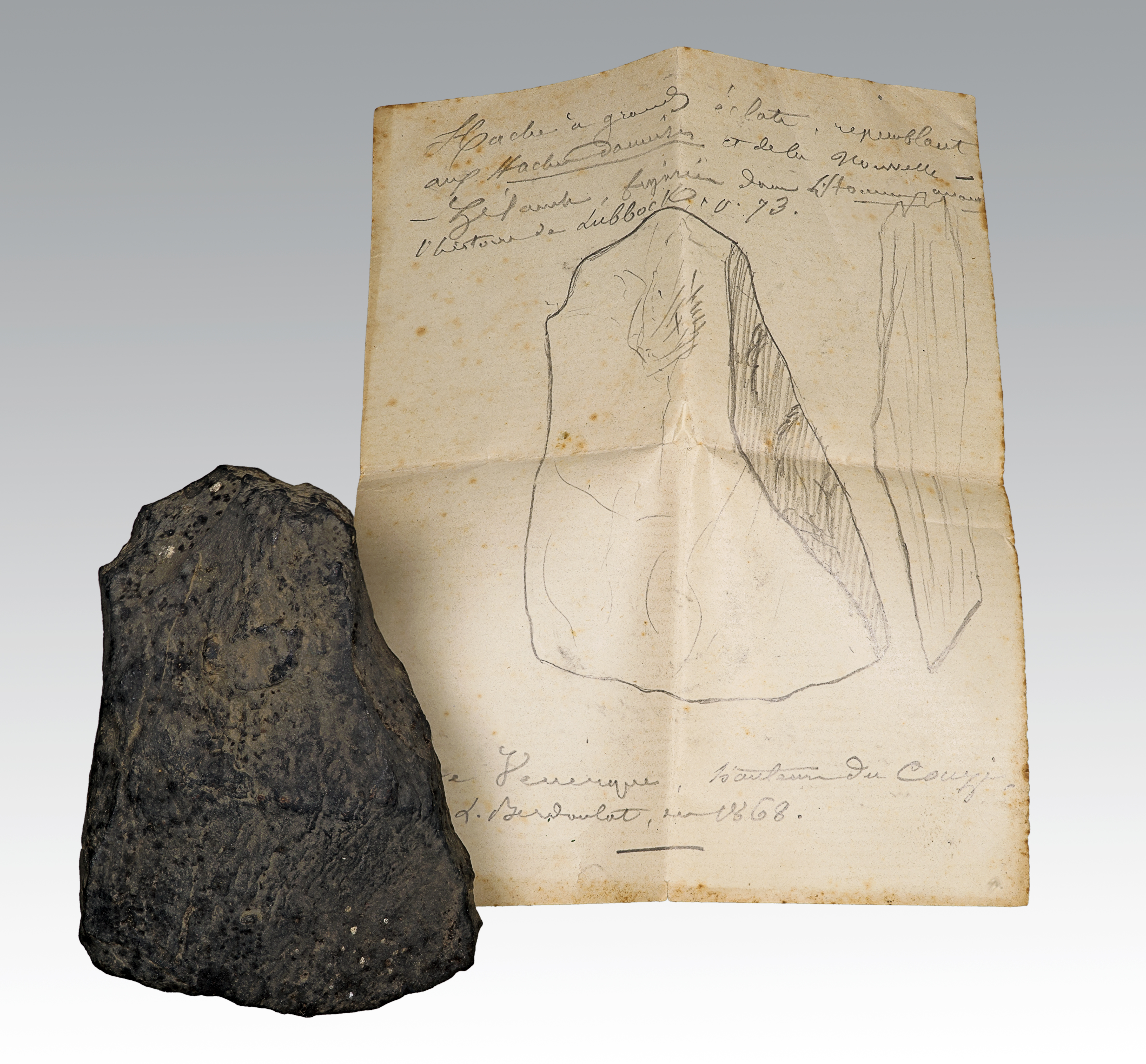
Hache - Paléolithique inférieur trouvée à Venerque par Jean-Baptiste Noulet avec billet autographe - Muséum de Toulouse
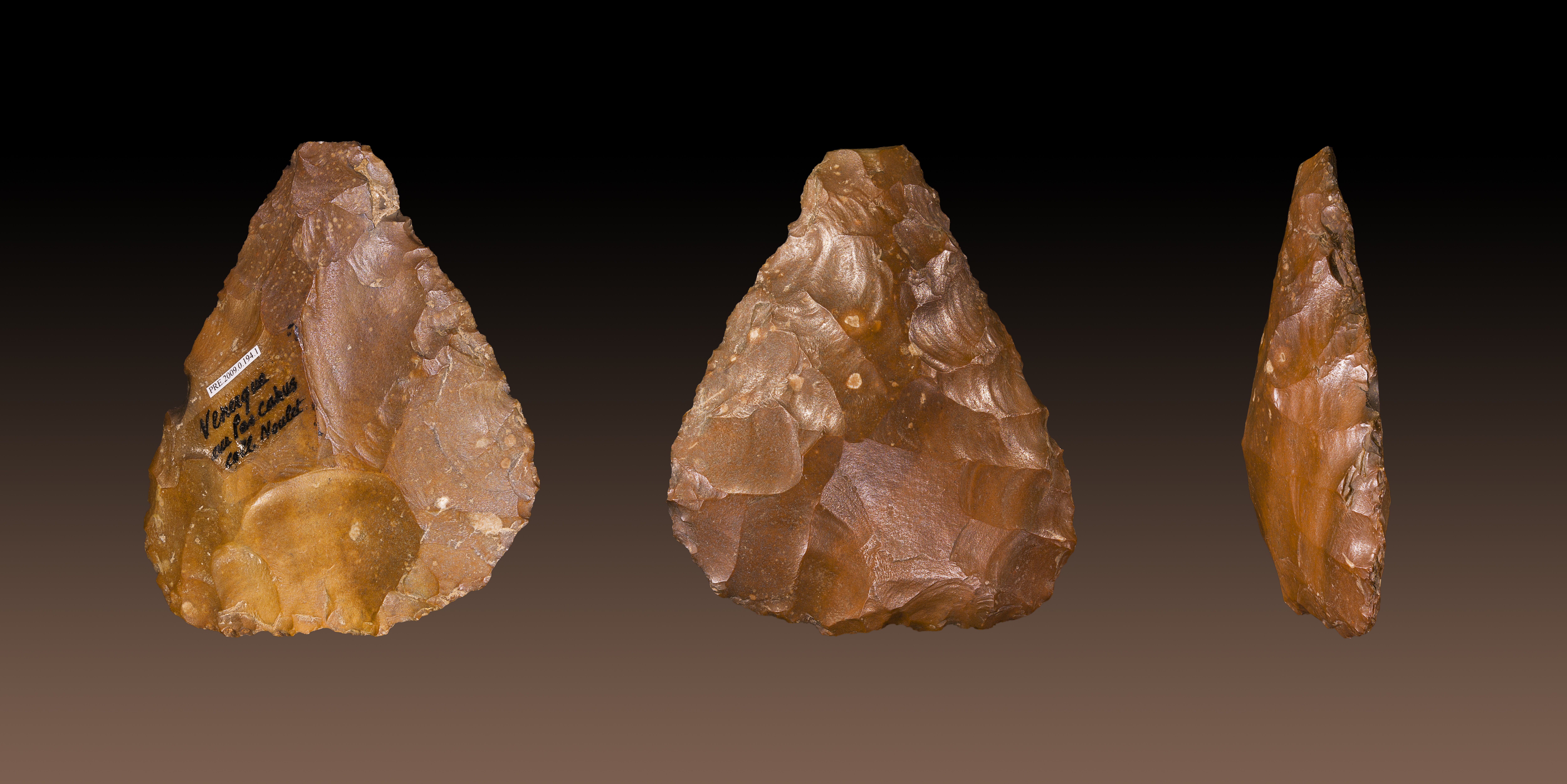
Biface Paléolithique inférieur Muséum de Toulouse

Ce qui est aujourd'hui le quartier Rive d'eau serait l'habitat le plus ancien. Il aurait été traversé par un chemin qui venant des falaises de Loupsaut par Espeyrouzès, aurait continué sa route sur le chemin de crête du Pech-David pour donner le chemin de la Roche. Cette ancienne piste préhistorique se situait vraisemblablement où se trouve aujourd'hui le sentier de l'Europe.

### Antiquité
À partir du noyau central des habitations situé au quai Rive d'eau, le bourg se serait développé vers l'Houm. Venerque serait alors un coin de terre perdu entre l'onde et la forêt. Le village n'était pas sur les grands axes de communication, isolé qu'il était par le massif boisé du Lauragais à l'est, et des marais et l'Ariège à l'ouest. Il n'y avait bien sûr pas encore de port et le seul accès, long et difficile, en était encore le vieux chemin de la Roche qui longe l'Ariège depuis Toulouse. Il se pouvait aussi que de mauvaises pistes allaient vers l'ouest en serpentant entre les marais parsemés de roseaux.
On cultivait certainement l'orge, le seigle et la vigne. L'artisanat était représenté par le forgeron puisque le travail du fer était maîtrisé et le bronze y était peut-être déjà connu comme ailleurs en Gaule. D'autres métaux étaient sans doute exploités dont l'or qui était tiré de l'Ariège, une rivière aurifère. Des orpailleurs vivaient de l'exploitation de ce précieux métal mais nul ne sait quand leur activité a débuté. Une rue en rappelle leur existence. L'abbé Jean Barthès leur a dédié un poème Chercheurs d'or.
On ne sait pas si les silos en forme de jarre découverts dans le centre du village dans la seconde moitié du XXe siècle par Maurice Tufféry, datent de cette époque. Plusieurs sites semblables ont été trouvés tout d'abord sous le magasin du charcutier d'alors M. Fourio, puis un peu plus haut dans la rue Rémusat dans la cave d'une maison et enfin devant l'ancien magasin de meubles Coustouzy. D'autres le furent indépendamment sous une maison à Rive d'eau et à l'extérieur du village à la ferme de la Charlette. On ignore en tous cas leur fonction. Ce ne sont pas des silos à grains utilisés par les Romains ni des tombes mais peut être un endroit destiné aux âmes des défunts où on leur faisait des offrandes. Faute d'une étude scientifique sérieuse, ils n'ont pu être datés.
Le christianisme se répand dans la région dès le milieu du IIIe siècle mais les pratiquants de cette nouvelle religion sont persécutés. Il faudra la promulgation de l'édit de Milan en 313 par l'empereur Constantin Ier pour que le christianisme puisse être pratiqué librement et par la même occasion soit érigé en religion d'État de l'Empire romain. C'est ainsi que Toulouse deviendra le siège d'un évêché auquel Venerque sera rattaché. Ce lien religieux sera aussi un lien politique qui liera désormais le village à la grande cité méridionale.
De cette antiquité Venerque hérite l'essentiel qui va rythmer la vie du village pour les siècles à venir.

### Moyen Âge
L'effondrement de l'Empire romain et les invasions barbares qui s'ensuivirent, amenèrent vraisemblablement pillages et saccages de tous bords. Puis les choses se stabilisent et pendant près d'un siècle, de 418 à 507, Venerque fera partie du Royaume des Wisigoths  jusqu'à ce que les Francs décident de conquérir la région.

#### Les campagnes franques
C'est justement sur le territoire de l'actuelle commune que va se dérouler une bataille décisive qui va sceller le sort de la bourgade à celui du royaume des Francs. Nous le savons par la découverte d'un cimetière mérovingien mis au jour en haut du village sur le coteau de Mont-Frouzi. Celui-ci contenait sous une couche de 30 cm de terre, une quarantaine de squelettes d'hommes dont les sépultures étaient régulièrement orientées vers l'Est et avaient tous la tête tournée vers l'ouest. On a trouvé avec eux des débris d'armes et d'équipements, des boucles en bronze et en fer, divers objets et bijoux. L'origine de ces morts est la bataille de Mont-Frouzi qui a eu lieu en 507. Elle a opposé une troupe de Wisigoths repoussée de leur capitale Toulouse et retranchée à Venerque, aux troupes de Thierry, fils de Clovis et futur roi de Reims sous le nom de Thierry Ier. Les corps des deux camps y sont enterrés ensemble. On comprendra mieux la situation en consultant la carte 1 qui résume les campagnes franques.
Puis ce sont les Arabes qui attaquent en 721 et assiègent Toulouse. Après une courageuse résistance de la ville, Eudes d'Aquitaine vient y livrer une bataille qu'il gagne. Ce qui libère la ville qui est maintenant rattachée au duché d'Aquitaine. Malgré cette défaite, ces envahisseurs venus cette fois-ci du sud, multiplieront les incursions de ce côté-ci des Pyrénées en s'appuyant sur le royaume de Septimanie qu'ils viennent de conquérir et dont la capitale est Narbonne. Ce n'est que Charlemagne qui fera de la région une terre définitivement franque.

#### La naissance de l'abbaye

##### Les sources écrites
On sait qu'une abbaye bénédictine aujourd'hui disparue et dont la première construction pourrait dater de 814, aurait été reconstruite en 817. L'ensemble est recensé par saint Benoît d'Aniane qui visite Venerque régulièrement et il en perçoit tout de suite l'intérêt du fait de sa situation géographique. Elle figure sur l'état des monastères de l'empire de 817, ce qui constitue avant tout la première apparition écrite du nom de Venerque sous la forme Venercha. On y découvre qu'elle est l'une des 19 abbayes de la cinquième catégorie, c'est-à-dire qu'elle jouit d'une situation privilégiée car elle ne doit ni impôts, ni taxes pour lui permettre de se relever des périodes troubles du VIIIe siècle. Seules des prières sont demandées aux moines. Elle est placée sous le vocable de saint Pierre et le monastère fait partie de l'ordre de Saint-Benoît. L'appartenance de l'abbaye à cet ordre n'est sans doute pas non plus étrangère au privilège qui lui est octroyé car on sait que ce dernier était très influent auprès de Louis le Débonnaire. Ainsi les abbayes de son ordre auraient été plus épargnées que les autres pour ce qui est des redevances auprès du souverain.

##### La création
Ce monastère de Saint-Pierre de Venerque aurait été lancé par des religieuses d'une abbaye déjà existante lorsqu'elle se situait dans l'Aquitaine gauloise. Puis elle aurait été rattachée au Xe siècle à l'abbaye de Saint-Géraud d'Aurillac par les comtes de Toulouse, ce qui expliquerait la construction de forme pentagonale de l'abside et des deux absidioles de l'église qui est une forme usuelle de l'école auvergnate, alors qu'elles sont de forme ronde dans le Midi.

##### Localisation
Selon une lettre de l'abbé Jean Gilet citée par le colonel Jaubart, il aurait été retrouvé des débris de l'abbaye lors de la rectification du chemin de Venerque à Grépiac. Ils permettent de la situer entre Rive d'eau et la Halle. Ce qui est maintenant le presbytère, serait sur l'emplacement du dernier des vestiges des bâtiments conventuels, démolis vers 1900. Cette abbaye se serait trouvée adjacente à l'église actuelle dont les premiers travaux débuteront en 1182. Au XIIe siècle, il faut imaginer tout l'espace qui court de l'église à Espeyrouzes, entouré par un enclos de hautes murailles. Elles devaient suivre grosso modo l'actuelle rue de Pyrénées. Ses terres vont de Julia jusqu'à Rivel.
Elle reçoit une partie de l'héritage par Alleus de l'évêque de Toulouse Hugues Ier par un testament écrit en 960 à la mort de celui-ci en 972. Elle reste abbaye jusqu'en 1050, moment où elle devient un simple prieuré rattaché à Saint-Pons-de-Thomières, qui sera supprimé à son tour en 1612. Entre-temps il s'est vu donner le bois d'Orwal par le comte Guillaume IV de Toulouse en 1080.

##### La vie dans le bourg
Mais comme nous venons de le voir, il est fort probable que la fondation du bourg ait eu lieu avant celle de l'abbaye. Nous n'avons aucune trace du lien qu'il a pu y avoir entre les premiers habitants préhistoriques, la villa romaine attestée et la construction de l'abbaye. Le lieu était-il encore habité lorsque firent rage les deux batailles mérovingiennes ?
La langue que l'on parle en cette fin de premier millénaire est encore le latin imposé par l'envahisseur du début de notre ère. Mais ce latin est déjà fortement altéré en raison des apports barbares et des substitutions de termes locaux. On en a un exemple dans le serment de Strasbourg de 842. À partir de là se développera aux XIIe siècle et XIIIe siècle la langue occitane qui sera largement diffusée par les troubadours.
Des fortifications ont été érigées en 1209 pour défendre le prieuré qui était devenu visiblement fort riche. Ce qui fait que le lieu sera considéré plus tard comme une place forte du catholicisme. Au point que lors de la bataille de Muret en 1213, les troupes de Simon de Monfort tournent autour de Venerque sans y pénétrer. C'est ainsi qu'au XIIIe siècle s'est installée une institution des religieux de la Sainte-Trinité dans le quartier qui porte encore aujourd'hui ce nom. Ils n'en partiront qu'à la Révolution, leurs biens étant alors confisqués et vendus comme biens nationaux.

#### L'apparition de la seigneurie
Avec le capitulaire de Quierzy de 877 qui accorde l'hérédité des offices et biens, se confirme un régime déjà connu mais qui va désormais s'installer vraiment et pour longtemps, celui de la féodalité. L'esclavage est aboli et est remplacé par la servitude. L'usage y veut que le seigneur protège ses sujets en contrepartie du travail fourni.

##### La famille de Falgar
Cependant il faudra attendre presque trois siècles pour trouver la trace écrite d'un seigneur qui prendra possession de Venerque. L'abbaye de Saint-Pons s'étant très certainement dessaisie d'une grande partie de ses biens, ceux-ci vont alors passer dans les mains de seigneurs. C'est en 1268 que dans un tableau sommaire des griefs du comte Alphonzen contre les consuls de Toulouse, il est fait mention pour la première fois d'un seigneur de Venerque en la personne de Guilhaume de Falgar (ou Falgario ou du Falga). Ses terres vont jusqu'à Lacroix-Falgarde qui en rappelle le nom. Elles englobaient vraisemblablement Miremont et Goyrans. Un de ses descendants, Raymond, aurait fait ériger les fortifications de l'église en 1360 lorsqu'il organise la défense du Languedoc contre les Anglais. Le clocher-donjon dont les créneaux dominaient la face Nord, a été construit pour défendre ce côté de l'église car il était facile à surprendre car situé en plat pays. Il permettait d'observer jusqu'au Vernet. En 1369, un descendant portant le même prénom sert à Carcassonne aux côtés du comte de Poitiers, contre les Anglais. Ce premier seigneur de Venerque est en fait le neveu de Raimond Du Falga qui fut évêque de Toulouse et il est surtout connu comme un inquisiteur qui poursuivit avec vigueur les hérétiques. Il s'agit d'une famille de très ancienne noblesse. Elle aura donné au moins 3 capitouls à Toulouse : Armand (1278), Bernard (1285) et Raymond (1516). Leurs biens passent ensuite dans la famille Montant.
Le 16 février 1474, les Falgar cèdent une partie importante de la seigneurie au seigneur de Plaigne qui était le neveu par alliance de Jeanne de Falgar.
Cette famille conservera sa souveraineté sur le village, parfois en la partageant, jusqu'en 1532, date à laquelle elle passe pour moitié au pouvoir de Roger d'Espagne, baron de Montespan, et de Bertin-Pinsaguer.

##### La charte de libertés
Au début du XIVe siècle qui est marqué par l'affranchissement total des serfs, Venerque reçoit enfin la Charte des Libertés alors qu'elle existe depuis le début du XIIe siècle. Ce texte garantit à toutes les communes de France, avec connaissance pleine et entière par la royauté et les seigneurs, des coutumes établies et de privilèges importants. Ces termes sont très précis et bien avancés pour l'époque car les pouvoirs seigneuriaux sont contrebalancés par des consuls élus. Ces derniers défendaient des engagements pris et des serments sont prononcés. Des cas de résistance enflammée sont retrouvés dans les archives comme en 1709 où les consuls refusèrent catégoriquement de reconnaître le procureur juridictionnel nomme par le seigneur. Le conseil des Consuls veillait scrupuleusement au respect de ce texte. Leurs assemblées avaient lieu les dimanches et les jours carillonnés de manière à ne pas troubler les travaux des champs. Le plus souvent ils se réunissaient devant le porche de l'église après les vêpres. Puis par la suite, ils disposeront d'un local dédié. Ils se distinguaient par le port sur les épaules d'un chaperon rouge et noir. Dans les faits ils sont nommés par le seigneur sur proposition des consuls en place. Ils se recrutaient parmi les notables. Ils prennent des décisions essentiellement administratives et techniques concernant la vie de la cité. Cette charte restera en vigueur jusqu'à la Révolution. En parallèle est créée la milice communale réduite à un « valet » jusqu'à la Révolution. Contrairement à l'idée reçue, le pouvoir des seigneurs est loin d'être absolu, tempéré qu'il est par les consuls.
Les conflits de pouvoirs ne sont pas avérés entre le château et le monastère.

##### La bourgade prend son essor
C'est en 1316 qu'est fondé l'hôpital des Peyrouzes dont on ne sait s'il abritait des lépreux ou des gens atteints de la maladie de la pierre ou tout simplement des pauvres. Un cimetière y était adjacent. Il donnera le nom à un quartier de Venerque.
Le 13 mars 1363 le prieuré de Venerque est attribué par le pape Innocent VI à Hugues de Saint-Martial cardinal de Sainte-Marie du Portique contre un droit de 130 livres (Annate).
Le bois de Combescure devient propriété communale le 15 janvier 1443 sur décision du futur Louis XI. Toujours confirmée par le pouvoir royal, cette propriété prorogée avec parfois des réserves comme le 15 juin 1543, ou avec un droit à payer au Roi sous forme d'albergue. L'application de la charte des libertés, le 16 février 1474, confirme que ce bois appartient en propre aux habitants de Venerque. Cependant tout ne se déroulera pas pour le mieux car ce bois attire les convoitises et la décision royale pas toujours respectée par l'Intendant de la Province. Les procès se multiplient comme le 27 juin 1725. Et ce n'est que la Révolution qui mettra un point final à ces démêlés, la propriété pleine et entière revenant désormais à la commune. Ce nom de « Combescure » vient du patois « Combo escuro » ainsi nommé en raison du taillis épais et impénétrable qui le formait, et du sillon ombreux qu'y traçait le ruisseau d'Oubal aux temps les plus reculés. Ce bois constitue, avec celui de Bourma, ce qui avait été épargné par les défrichements successivement du bois d'Ortzwal donné aux religieux en 1080.
Le pastel est la richesse du pays dès cette époque. Venerque fait alors partie du Pays de Cocagne.

### L'époque Moderne
En 1532, c'est la famille Lancefoc qui prend la suite des Falgar. Cette très ancienne dynastie noble laisse ainsi la place à une maison de commerçants qui donnera plusieurs Capitouls.
En 1550 la famille Brun prend le relais des Lancefoc jusqu'en 1560, date à laquelle Jeanne de Vidal épouse en secondes noces Jean de Mansencal, maison dont la lignée allait rester à la tête de la commune jusqu'à la veille de la Révolution. Dès l'arrivée de cette dynastie dont Jean est hautement estimé par François Ier, Venerque s'érige en baronnie. Ainsi tous les Mansencal qui se succèdent maintiendront ce titre de baron. On y voit déjà les noms des riches propriétés bien connues comme les Maurices, les Boulbènes, la Bouriasse et la Trinité (appartenant au convent de la sainte Trinité de Toulouse), qui constituent même des petites seigneuries. Elles changent plusieurs fois de mains jusqu'au XVIIIe siècle.

#### L'arrivée de précieuses reliques
À cette époque la ville est fortifiée et l'ampleur de ses édifices s'explique par le fait que son église possède le plus riche trésor de la contrée après celui de Saint-Sernin. Il s'agit des reliques constituées de restes de saint Phébade et de sainte Alberte. Elles ont été amenés d'Agen pour les mettre en lieu sûr et à l'abri des pillages lors des guerres de Religion. Elles y étaient en sécurité car à l'époque Venerque était un village calme, fidèle à la religion catholique et bien protégé par son donjon et ses fortifications. Elles sont si précieuses que lors des processions, des hommes en armes accompagnent et protègent le reliquaire, comme le signale Théodore de Bèze le 25 avril 1562. En effet ce trésor fait l'objet de réclamations à la suite d'un vol dans la cathédrale d'Agen et les anciens propriétaires pourraient tenter de venir les récupérer. Pour apaiser ces tensions, une partie des reliques du saint évêque leur seront rendues en 1653.
Malgré cela, Venerque n'était alors qu'une seigneurie placée sous la dépendance d'Auterive qui était l'une des 7 baronnies que comptait le comté du Lauragais.

#### Les guerres de Religion
En cette période de querelles religieuses, Venerque n'adhère pas à la Réforme mais subira les contrecoups des guerres. C'est ainsi qu'en 1570 l'amiral Coligny pourchassé par les troupes royales catholiques saccage plusieurs villages du Lauragais dont Venerque. Puis en 1595, ce sont les catholiques de la Ligue conduits par le duc de Ventadour (Anne de Levis) qui s'empareront de Venerque. Ils mettent le feu aux défenses qui gardaient le bourg. Ils établissent leur camp sur l'actuel foirail qui a d'ailleurs gardé le nom du "Duc" comme le restaurant qui s'y trouvait jusqu'au début de ce millénaire. Il destitue François de Mansencal et fait détruire les remparts entourant la ville, construits par Coligny. Il laisse une garnison sur place.
En 1612 les moines quittent le prieuré après 800 ans de présence. Leurs biens sont affermés ou vendus.
Tout irait pour le mieux, cependant des actes de rébellion se produisent en réponse à des impôts jugés trop importants comme en ce 6 octobre 1656 où le sieur Pierre Durtaud se défend les armes à la main contre une saisie d'une partie de sa récolte.
Malgré tout, les relations vont se tendre entre les seigneurs et les consuls, notamment au début du XVIIIe siècle. L'opposition entre consuls et seigneurs devient de plus en plus vive avec le temps. On peut même parler de lutte outrancière en 1715 où personne ne veut céder sur rien. Le caractère des Mansencal y étant certainement pour quelque chose car ils avaient déjà eu un conflit violent avec le baron de Grépiac Jean-Denis de Lahillière, avec meurtre à la clé.
Le 28 décembre 1727, un ordre du roi stipulant l'ouverture d'une école, n'est pas suivi d'effet. Il faudra attendre pour cela le XIXe siècle et l'avènement de la République.

#### Le début de l'essor commercial
Le 3 décembre 1730, il est décidé d'établir à Venerque des foires et des marchés. C'est le début de l'essor commercial du village. Vu l'importance que prend la commune à la suite de cette décision, il est nécessaire d'améliorer l'accès à Venerque. Ainsi est-il engagé un vaste chantier de rénovation des ponts et chemins en 1776. Le défrichement des terres est lancé par Jean-Pierre d'Assezat pour accroître la production et éviter ainsi les famines comme cela s'est produit en 1751 et 1752. Cette opération durera jusqu'en 1781.
Le 24 août 1786 est créé un conseil de gestion des fonds des pauvres présidé par le curé. La nouveauté est que cet organisme est maintenant coadministré par un conseil et n'est plus du seul ressort du curé. Cette structuration est rendue nécessaire pour faire face aux multiples disettes, intempéries et mauvaises récoltes.
L'année 1789 est marquée par l'affrontement entre le curé et les consuls, à propos de la réparation du presbytère. Puis la Révolution vient changer l'organisation du village. Ainsi l'équilibre entre consuls et seigneurs est-il rompu, et désormais c'est un maire qui assurera la direction du village. Le dernier seigneur est Polastron de la Hilière et le dernier consul est Jean Rouganiou dont le mandat se termine le 30 janvier 1790.

### L'époque contemporaine

#### Les débuts de la République
L'avènement de la République amène une nouvelle organisation. Le premier maire est Jean Sengely qui est un ancien consul. Il prend ses fonctions en février 1790. Cette année-là est rétabli le pèlerinage traditionnel à Notre-Dame-des-Bois à Clermont-le-Fort. Il a lieu le 25 avril, jour de la Saint-Phébade. Il avait été interrompu, non pas en raison de la Révolution mais à cause de débordements lors des "haltes de rafraîchissements". En 1792 on crée le poste de garde champêtre. Le premier titulaire en est Jean Lacroux.
Les débuts de la République sont difficiles et les mandats des premiers maires ne sont guère longs. Les tensions sont vives. Si le curé citoyen manœuvre habilement, les élus, le procureur officiel municipal et les notables s'affrontent. Pendant la période troublée de la Terreur, le curé constitutionnel n'est guère apprécié et des messes clandestines sont organisées par des prêtres non acquis à la République à la ferme du Rau qui se situe à l'orée de la forêt de Combescure. À cette instabilité s'ajoutent les conscriptions pour rejoindre les armées de la République qui défendent les frontières menacées. C'est dans ce contexte qu'on voit arriver dans la commune 30 prisonniers espagnols, ils sont placés chez des agriculteurs. Malgré tout Venerque traverse la douloureuse période de la Terreur sans effusion de sang. Dès 1795 les municipalités cantonales remplacent les mairies municipales. Ainsi le maire instauré par la Révolution est-il remplacé par l'agent municipal. Joseph Chaurou et François Goulesque occuperont successivement cette fonction. Pendant les troubles de la fin du Directoire, Dame Polastron qui est revenue à Grépiac, est une des chefs de l'insurrection royaliste qui gagne le Sud. Elle a des relais et des appuis à Venerque où on organisait des réunions secrètes à la ferme de Bourges.
Les choses se calment avec l'arrivée du XIXe siècle et Venerque compte désormais 3 quartiers : Rive d'eau qui est le berceau de la cité, le Foirail qui est la place de l'église et l'Houm. Ce sont les coupes dans la forêt de Combescure qui permettent de faire vivre la commune.

#### L'Empire et laRestauration
Avec l'avènement de l'Empire et les guerres napoléoniennes, 33 % de la population part à l'armée. En octobre 1806 a lieu la délimitation exacte du territoire de la commune. Ainsi Julia, qui était une enclave de Clermont le Fort, est donnée à Venerque par le préfet. Par contre il concède dans le même temps à Le Vernet tout son territoire qu'elle avait sur la rive gauche de l'Ariège. Les anciennes limites n'étaient pas claires et la rigueur napoléonienne vient remettre de l'ordre dans tout ça. Cependant, des litiges demeureront avec Issus et Grépiac jusqu'en 1823. L'entretien et l'amélioration des voies de communication sont alors les principales préoccupations des édiles locaux.
En 1814, les troupes anglaises commandées par le duc de Wellington sont dans la région.
La Restauration ramène un peu de calme et de sérénité. Louis XVIII autorise alors la construction du Moulin le 20 janvier 1821. L'autorisation de la prise d'eau n'arrive que le 30 août 1829. Le 28 octobre 1829 est mis à l'étude un projet novateur pour l'époque, celui de l'enlèvement des ordures ménagères, au rythme d'une fois par semaine.

#### L'expansion duXIXesiècleet le début duXXesiècle
Le XIXe siècle est surtout marqué par le développement des routes qui confirme Venerque comme un carrefour important entre le Lauragais et la plaine de l'Ariège. En 1841 est ouvert à la circulation un pont suspendu sur l'Ariège en remplacement du bac. Ce pont de 90 mètres à travée unique est soutenu par 8 câbles d'acier qui reposent sur 4 obélisques de 10 mètres de haut. Il sera à péage jusqu'au rachat de la concession par l'État en 1883. En 1864, le pont suspendu est remplacé par un pont fixe à double voie, puis est mis en service un second pont en brique sur la Hyse. Ces deux ouvrages permettent d'atteindre directement la gare ferroviaire qui vient d'ouvrir. Une diligence assure ce transport de la gare jusqu'à Saint-Léon. Cette situation assied le caractère commercial de la bourgade. Les deux ponts résisteront aux inondations de 1875. La violence des flots est alors telle qu'ils vont incliner les platanes plantés en 1869. L'essor de la commune est important, au point qu'on y ouvre un bureau de poste en 1878. Puis on y aménage un champ de foire en 1880 sur l'esplanade du Duc.
On peut dire que ce siècle verra rayonner Venerque tant sur le plan scientifique que sur le plan littéraire. Aux découvertes fondamentales de Jean-Baptiste Noulet qui lance la préhistoire comme une science à part entière mais aussi de l'abbé Melet qui invente les reliques de sainte Alberte, s'ajoutent les poèmes de l'abbé Jean Barthès qui saisit du regard ce qui l'entoure pour le faire envoler vers les étoiles.
Le début du XXe siècle commence par la distinction de la Batane qui remporte le premier prix de carillonneur.

#### Les 2 guerres mondiales
L'adduction à l'eau potable est presque terminée en 1914, moment où éclate la Première Guerre mondiale. Comme partout elle fera dans le village son cortège de morts pour la France. Elle n'épargnera personne, pas même l'abbé Jean Gilet qui sera envoyé sur le front de Salonique. Heureusement il en reviendra sain et sauf, et restera curé du village jusque dans les années 1950. Un magnifique hommage sera rendu aux poilus locaux lors d'une superbe exposition du 23 au 27 mai 2014.

#### DesTrente Glorieusesà aujourd'hui
En 1955, on construit un barrage sur la Hyse qui sera pourvu de deux écluses en 1967. L'année suivante, l'actuelle poste est ouverte au public. L'ancien bâtiment servira désormais de presbytère et on en profite pour percer l'actuelle rue Jean-Gilet, ce qui permet de fluidifier la circulation en transit dans le village. Les travaux engendrés permettent de mettre au jour de nombreux ossements que l'on pense provenir de l'ancien cimetière de l'abbaye.
Le 12 janvier 1968, la flamme olympique passe à Venerque.
En 1972, un éboulement a lieu à Sous-Roches. Il est dû au minage du Pech-David par l'Ariège. Un enrochement est pratiqué mais le processus est irréversible et dans les années 1990 un autre phénomène du même type se produira plus en aval. Celui-ci menacera plusieurs habitations qui devront être évacuées définitivement par leurs habitants, sur décision de la préfecture.
Le 12 juillet 1974, le Tour de France passe pour la première fois à Venerque. C'est lors de la quatorzième étape Lodève-Colomiers qui sera remportée par Jean-Pierre Genet. Celui-ci a démarré à 15 kilomètres de l'arrivée, juste après la dernière difficulté de la journée qui est la modeste côte de Saint-Léon. Beaucoup de Venerquois s'y rassemblent croyant mieux y voir les coureurs. Vu la faible longueur de la difficulté, ce sera une meute compacte qui passera devant son public à très grande vitesse. Le plaisir ne durera que quelques secondes. Ce Tour n'est pas anodin car il est finalement remporté par Eddy Merckx qui signe alors sa cinquième victoire dans la Grande Boucle, égalant ainsi le record de Jacques Anquetil. Il faudra attendre 2015 pour que le Tour de France revienne dans la commune lors de l'étape Muret-Rodez avec un départ réel donné à la sortie de Venerque, route du mont Saint-Charles.
Toujours en 1974 est lancée la construction du tout-à-l'égout et de la station d'épuration. Le 29 mai 1977 ont lieu des inondations qui vont être les plus importantes depuis les années 1950.
En novembre 1980, il est décidé d'agrandir le pont sur l'Ariège qui est trop étroit pour la circulation devenue maintenant conséquente. Mais on doit pour cela démolir les parapets en brique et surtout les deux maisonnettes situées de part et d'autre de la chaussée, à l'extrémité du pont côté Le Vernet. Ces deux petits édifices très rares étaient les derniers témoins du paiement de l'octroi que l'on devait pour traverser le pont. Le progrès a eu raison de la conservation du patrimoine historique. Une décision curieuse quand on sait que deux ponts neufs avaient été construits peu de temps avant : l'un en amont à Grépiac, l'autre en aval à Clermont-le-Fort. La conséquence sera que la circulation sera certes plus facile mais surtout plus nombreuse, décuplant notamment celle des camions. Ces derniers passant au pied de l'église et rétrogradant en bas du clocher, produisent des vibrations qui contribuent à fragiliser le précieux édifice. Ce problème est aujourd'hui amplifié par l'ouverture de la sortie d'autoroute à Nailloux qui a provoqué encore plus de trafic dans le village.
Sur la période 2014-2020 on notera plusieurs réalisations dont :
- Les différents refus d'implantations d’antenne de téléphonie,
- La réalisation d'un nouveau schéma directeur du zonage de l'assainissement
- La mise en service d'une nouvelle restauration scolaire
- La transformation du Plan d'Occupation des Sols en Plan Local d'Urbanisme
- La création d’une offre d'habitat social diversifiée avec un accès à la propriété via l'accession sociale
- La finalisation de la fusion des deux intercommunalités du territoire
- La création d’un Conseil des jeunes
- L'acquisition communale de la zone protégée du Lac de La Tuilerie
- La vente du local communal au Crédit Agricole
- La mise en place du Plan Communal de Sauvegarde en cas d'accident majeur
- La tarification sociale de la restauration scolaire
- La mise en accessibilité des bâtiments publics pour les personnes à mobilité réduite
- L'achat de véhicules électriques pour les services communaux
- La diminution de la consommation énergétique de l’éclairage public
- La création d’un Conseil Consultatif de Développement
- La mise en place d'une couverture Santé Prévoyance pour le personnel communal
- L'acquisition d'une réserve foncière communale sur le secteur Figeac
- La création d'aides sociales pour l'accès aux activités sportives et culturelles en direction de la jeunesse
- La rénovation de la Voirie de Loup Saut avec son cheminement piéton
- La réhabilitation du bâtiment de La Poste avec la création d'un logement d'urgence sociale
- Le lancement du projet architectural d'un Espace Socio Culturel
- L'urbanisation de la route de La Trinité
- La création d'un tourne à gauche route de Narbonne et élargissement du chemin de Ginesty pour le nouveau quartier des Vignes.

### Héraldique
| Venerque | Son blasonnement est : D'argent au pairle d'azur. Venerque est dotée de ses armoiries vers 1005, lors de la Première Croisade. |

## Politique et administration

### Administration municipale
Le nombre d'habitants au recensement de 2011 étant compris entre 2 500 habitants et 3 499 habitants, le nombre de membres du conseil municipal pour l'élection de 2014 est de vingt trois,.

### Rattachements administratifs et électoraux
Commune faisant partie de la septième circonscription de la Haute-Garonne, de la communauté de communes du Bassin Auterivain et du canton de Portet-sur-Garonne (avant le redécoupage départemental de 2014, Saint-Rome faisait partie de l'ex-canton d'Auterive).

### Vie politique locale
Jean Desclaux est le dernier maire à mener une liste d'intérêts communaux arrivant à rassembler hommes de droite et de gauche. Les élections municipales de 1977, voient la « politisation » du scrutin. En effet, la gauche conduite par le tandem socialiste Jean Arnaud-Marcel Rives aidé par leur allié communiste Édouard Monténégro, vont vaincre la droite de haute lutte. Après la réélection difficile de 1983 du maire sortant à cause d'un vote sanction de la majorité parlementaire, le choix de la gauche à la tête de la commune sera reconduit de très belle manière aux élections municipales de 1989. Puisque la liste menée par Hélène Breton, la première femme maire de Venerque, aura 100 % de ses candidats élus ! Ce soir du 19 mars 1989, après l'annonce des résultats J. Arnaud et M. Rives, les deux amis, tombent dans les bras l'un de l'autre. Ils ont le sentiment du devoir accompli pour leur parti et laissent leur municipalité avec sérénité. Cette série de victoires fera que la mairie s'affichera résolument sur un axe de gauche unifiée et solidaire aux élections municipales de 1995, de 2001 et confirmée par Michel Duviel en mars 2008. Alors que trois listes seront présentes lors du scrutin de 2008, la liste de Michel Duviel aura 100 % de ses colistiers élus. Depuis les années 1990, l'absence de vrai leader du côté de l'opposition municipale, n'a pas permis de contrer efficacement la majorité qui de plus, s'est progressivement ouverte à des centristes ou des personnalités apolitiques.
Les élections municipales de 2014 sont confuses. Deux listes conduites par Mme Coffin, maire-adjoint sortante, et M. Mercier, chef d'entreprise, se présentent comme un rassemblement de personnes sans appartenance politique. À l'inverse, M. Duviel, conseiller municipal depuis 1995 et maire sortant, a reçu l'investiture du Parti Socialiste et a rassemblé sur sa liste des personnes d’appartenance ou se reconnaissant sur une sensibilité de gauche. À l'issue du premier tour, aucune liste n'obtiendra la majorité et la liste Mercier arrivera en tête. En l'absence de fusion, les 3 listes en concurrence resteront pour le second tour. De cette lutte au coude à coude, c'est le maire sortant, Michel Duviel, qui sortira vainqueur. Du fait de la modification du mode de scrutin, à la proportionnelle majoritaire, les 3 listes seront représentées au sein du Conseil Municipal: 16 sièges pour la liste "Duviel", 4 sièges pour la liste "Mercier" et 3 sièges pour la liste "Coffin".
Le 26 mai 2020, l'installation à huis clos, pour cause de Covid 19, d'un nouveau conseil municipal est effectuée, celui-ci va désigner pour six ans Michel Courtiade comme nouveau maire de Venerque.

### Événements particuliers
À noter qu'en mars 1983 Édouard Monténégro célébrera le premier baptême civil, une cérémonie rare et originale dont les racines remontent à la Révolution.
Pour célébrer le bicentenaire de la Révolution, un arbre de la liberté est planté le 14 juillet 1989 sous la présidence du maire de l'époque Hélène Breton. L'arbre a été mis en terre par les adjoints Jean Lestrade et Edouard Monténégro. Il a été planté là où se sont déroulés deux événements importants du village : la bataille de Montfrouzy de 507 et une station de la procession du 21 octobre 1884 effectuée en l'honneur de la redécouverte des reliques de Sainte Alberte. Toujours pour célébrer le bicentenaire, les enfants de l'école primaire ont planté un cercle d'arbustes juste à côté de l'actuel court de tennis. Si faute d'entretien l'arbre de la liberté est rapidement mort, ceux plantés par les enfants sont pour l'essentiel encore visibles.
Autre événement fut celui organisé pour marquer le passage à l'an 2000 avec l'établissement d'une arche provisoire sur le pont de l'Ariège, sous laquelle se retrouvèrent les habitants des communes de Venerque et du Vernet, après un départ en cortège de chacune des deux mairies avec à leur tête les équipes municipales d'Hélène Breton et Jean Boccognani.
Michel Duviel innovera à son tour en célébrant le 6 septembre 2014 le premier mariage de deux personnes d'un même sexe, en application de la nouvelle Loi instituant le mariage pour tous. À noter qu'en raison de la pandémie liée au Covid et les mesures gouvernementales mises en place, Michel DUVIEL sera prolongé en fonction de mars à mai 2020, malgré le résultat des élections municipales du 15 mars 2020 ayant défini une nouvelle équipe municipale pour la période 2020-2026.

### Finances locales
Cette sous-section présente la situation des finances communales de Venerque.
Pour l'exercice 2015, le compte administratif du budget municipal de Venerque s'établit à  2 101 000 € en dépenses et 2 508 000 € en recettes :
En 2015, la section de fonctionnement se répartit en 1 690 000 €  de charges (636 € par habitant) pour 1 649 000 € de produits (621 € par habitant), soit un solde négatif de −41 000 € (0,17 € par habitant), :
- le principal pôle de dépenses de fonctionnement est celui des charges de personnels[Note 10] pour une valeur totale de 931 000 € (44,3 %), soit 351 € par habitant, ratio voisin de la valeur moyenne de la strate à 353 €. Pour la période allant de 2009 à 2015, ce ratio fluctue et présente un minimum de 286 € par habitant en 2010 et un maximum de 351 € par habitant en 2015 ;
- la plus grande part des recettes est constituée des impôts locaux[Note 11] pour une valeur de 1 167 000 € (46,5 %), soit 440 € par habitant, ratio supérieur à la valeur moyenne pour les communes de la même strate (369 € par habitant). Pour la période allant de 2009 à 2015, ce ratio augmente de façon continue de 363 € à 440 € par habitant.

Les taux des taxes ci-dessous sont votés par la municipalité de Venerque. Ces dernières sont stables depuis 2013 :
Pour 2015:
- la taxe d'habitation est de 15,54 % ;
- la taxe foncière sur le bâti de 28,16 % ;
- celle sur le non bâti de 124,05 %.

La section investissement se répartit en emplois et ressources. Pour 2015, les emplois comprennent par ordre d'importance :
- des dépenses d'équipement[Note 13] pour une valeur totale de 993 000 € (78,4 %), soit 375 € par habitant, ratio très supérieur à la valeur moyenne pour les communes de la même strate (263 € par habitant). Depuis 7 ans, ce ratio fluctue et présente un minimum de 86 € par habitant en 2009 et un maximum de 375 € par habitant en 2015. La moyenne de 2009 à 2015 est 182 €/an et par habitant.
- des remboursements d'emprunts[Note 14] pour une valeur de 162 000 € (12,8 %), soit 61 € par habitant, ratio inférieur à la valeur moyenne de la strate (73 €)

Les ressources en investissement de Venerque se répartissent principalement en :
- emprunts qui ont été nuls en 2015. Pour la période allant de 2009 à 2015, ce ratio fluctue et présente un minimum de 0 € par habitant en 2011, 2012, 2014 et 2015, une valeur de 19 euros par habitant en 2010 et un maximum de 95 € par habitant en 2009 et 2013 ;
- Subventions qui ont été faibles en 2015 avec une somme de 4 000 € (0,5 %), soit 2 € par habitant, ratio faible par rapport à la valeur moyenne pour les communes de la même strate (61 € par habitant). Pour la période allant de 2009 à 2015, ce ratio fluctue en fonction des délais d'attribution et présente un minimum de 2 € par habitant en 2015 et un maximum de 76 € par habitant en 2011 ;
- fonds de Compensation pour la TVA pour une valeur de 114 000 € (14,7 %), soit 43 € par habitant, ratio voisin de la valeur moyenne pour les communes de la même strate (42 € par habitant).

L'endettement de Venerque au 31 décembre 2015 peut s'évaluer à partir de trois critères : l'encours de la dette, l'annuité de la dette et sa capacité de désendettement :
- l'encours de la dette est à hauteur de 1 372 000 €, soit 518 € par habitant, ratio inférieur de la valeur moyenne de la strate (697 €). Depuis 7 ans, ce ratio fluctue et présente un minimum de 518 € par habitant en 2015 et un maximum de 945 € par habitant en 2010[A2 5] ;
- l'annuité de la dette est de 201 000 €, soit 76 € par habitant, ratio inférieur à la valeur moyenne pour les communes de la même strate (99 € par habitant). En partant de 2009 et jusqu'à 2015, ce ratio fluctue et présente un minimum de 72 € par habitant en 2012 et un maximum de 88 € par habitant en 2010[A2 5] ;
- la capacité d'autofinancement (CAF) brute (avec capital des emprunts) est de 410 000 €, soit 155 € par habitant, ratio inférieur à la valeur moyenne de la strate (167 €). En partant de 2009 et jusqu'à 2015, ce ratio fluctue et présente un minimum de 106 € par habitant en 2010 et un maximum de 206 € par habitant en 2011[A2 6].

### Jumelages
- Hodosa (Roumanie)
- Rivoli Veronese (Italie)

## Démographie
| 1793 | 1800 | 1806 | 1821 | 1831 | 1836 | 1841 | 1846  | 1851  |
| ---- | ---- | ---- | ---- | ---- | ---- | ---- | ----- | ----- |
| 818  | 750  | 796  | 900  | 941  | 954  | 986  | 1 009 | 1 008 |

| 1856 | 1861 | 1866 | 1872 | 1876 | 1881 | 1886 | 1891 | 1896 |
| ---- | ---- | ---- | ---- | ---- | ---- | ---- | ---- | ---- |
| 996  | 988  | 963  | 933  | 900  | 913  | 897  | 910  | 862  |

| 1901 | 1906 | 1911 | 1921 | 1926 | 1931 | 1936 | 1946 | 1954 |
| ---- | ---- | ---- | ---- | ---- | ---- | ---- | ---- | ---- |
| 786  | 757  | 729  | 703  | 680  | 736  | 837  | 894  | 965  |

| 1962  | 1968  | 1975  | 1982  | 1990  | 1999  | 2006  | 2007  | 2012  |
| ----- | ----- | ----- | ----- | ----- | ----- | ----- | ----- | ----- |
| 1 022 | 1 274 | 1 510 | 1 907 | 2 158 | 2 328 | 2 582 | 2 618 | 2 583 |

| 2017  | 2022  | - | - | - | - | - | - | - |
| ----- | ----- | - | - | - | - | - | - | - |
| 2 548 | 2 898 | - | - | - | - | - | - | - |

| selon la population municipale des années : | 1968 | 1975 | 1982 | 1990 | 1999 | 2006 | 2009 | 2013 |
| Rang de la commune dans le département      | 54   | 63   | 61   | 64   | 70   | 74   | 76   | 84   |
| Nombre de communes du département           | 592  | 582  | 586  | 588  | 588  | 588  | 589  | 589  |

## Économie
Historiquement ce sont l'artisanat et l'agriculture qui sont les premières activités économiques du bourg. Au Moyen Âge le rôle de l'abbaye y est certainement important et on peut imaginer qu'elle prend en quelque sorte le relais des occupants romains quand ceux-ci quittent la région. Sa richesse attestée trouverait certainement son origine ici. Puis les Seigneurs se substituent aux religieux pour ce qui est de l'organisation de la vie de la cité. L'amélioration des voies de communication va faire du lieu une place importante du commerce et faire croitre l'activité économique. Toutefois celle-ci ne passera pas à un stade supérieur et n'épousera pas le virage industriel lancé par Napoléon III. Très rares sont les initiatives dans ce sens et il faudra attendre le premier tiers du XXe siècle pour voir se constituer la première entreprise réellement de taille capable de faire vivre plusieurs familles. Cependant son activité sera limitée à une génération.
L'apogée de la richesse sera bien sûr celle de l'époque où le pastel faisait de la région le Pays de Cocagne, avec à la tête du village un commerçant puissant dont le nom et la fortune resteront liés pour toujours à cette plante. Puis ce sera au tour de la forêt de Combescure d'apporter quelques ressources au village.

### Le commerce
Commune de tradition commerçante, elle abritait autrefois de grandes foires, ceci depuis le XVIIIe siècle. Il en subsiste aujourd'hui un marché hebdomadaire qui se tient le jeudi matin sur l'esplanade du Duc de Ventadour.
- Elle ne s'est toutefois pas tenue à l'écart de la modernité pour le commerce, puisqu'un Intermarché a ouvert le 7 novembre 1990, suivi par un Bricomarché le 17 février 1998 dont la direction est prise par l'un des descendants des établissements Ollé-Tufféry, une maison fondée en 1868.
- Les petits commerçants sont toujours présents, même si leur nombre a fortement diminué ces 30 dernières années. Certains ont été distingués comme l'ancien charcutier Patrick Brugnara qui a obtenu le deuxième prix de la saucisse de Toulouse.

### L'artisanat
- L'artisanat est une tradition du village depuis le début de son existence.
- Comme nous l'avons vu, le travail du fer et des métaux y remonte à l'Antiquité. Depuis cette époque, il y a toujours existé des forgerons. L'un des derniers fut André Médale[83] dont le successeur ne restera que deux ans avant d'aller s'installer à Auterive, plus attractif économiquement. Il avait pris la suite d'Alfred Montariol qui avait alors pour concurrent M. Baron. La municipalité lui a rendu un hommage posthume le 11 novembre 2013, pour tous les travaux qu'il a effectués pour la commune. La date n'est pas un hasard, elle a été choisie de manière à se souvenir qu'il a été aussi un ancien combattant de la guerre d'Algérie.
- D'autres artisans ont marqué l'histoire récente comme dans le secteur de la maçonnerie. Dans les années 1950-60, il y avait l'entreprise Escalas dirigée par La pipe ou celle de M. Roca, un passionné d'opéra.
- Au début du XXe siècle, le village était encore réputé pour ses fabriques de sabots. Ce savoir-faire semble être ancien puisque le guide Joanne relatif aux Pyrénées dans sa première édition de 1858, en fait déjà état. On y parle aussi de la production de chandelles. Celles-ci étaient confectionnées avec du suif. La mauvaise odeur qu'elles dégageaient les fit disparaître vers 1880[50].

### Les entreprises
- La briqueterie Nicoloso a longtemps été un des principaux employeurs du village. Depuis qu'elle a fermé ses portes, à la suite de l'épuisement du gisement d'argile, le site abrite le lac de la société de pêche. Un fournisseur de matériaux de BTP en occupe maintenant les anciens bâtiments. Une zone d'activités lui est adjacente et elle est totalement commercialisée depuis 2012.

## Culture locale et patrimoine

### Église Saint-Pierre-et-Saint-Phébade
L'Église Saint-Pierre-et-Saint-Phébade, fortifiée, au chœur du XIIe siècle, classée monument historique en 1840.
Il s'agit sans doute de l'ancienne abbatiale, sa construction commence au XIIIe siècle, à partir du chœur du XIe siècle. Elle est fortifiée au XIIIe siècle avec ses chemins de ronde, puis restaurée XIXe siècle.
Ses caractéristiques principales sont : un portail gothique de brique rouge, une abside de pierre romane surélevée, des gargouilles gothiques, un fameux clocher-mur à 4 baies, des voûtes d'ogives, des chapiteaux romans à base de colonnes néo-romanes, la grille des fonts baptismaux, plusieurs peintures murales XIXe siècle.
Depuis le 29 juin 1515, elle contient une très belle grille en fer forgé qui orne les fonts baptismaux. Sa richesse ornementale est comparable à celle de la basilique Saint-Sernin de Toulouse.
Quelques nobles et notables y sont enterrés. Il y a une crypte qui contient des Mansencal et des d'Assézat.
Elle offre la particularité de posséder un carillon pourvu de 14 cloches depuis 1844. En 1914 on y sonne pour la première fois La Marseillaise. Il a été rénové et électrifié en 1961.
Pendant un temps, à l'époque où elle était rattachée à Saint-Pons-de-Thomières, la chapelle Saint-Géniès de Ribonnet située à Beaumont-sur-Lèze était annexée au chapitre de Venerque.
Une légende faisait état du départ de souterrains depuis le chœur ancien. Si ceux-ci ont bien été trouvés lors de la construction du tout-à-l'égout, les fouilles menées dans l'église lors de la destruction de l'ancien autel n'ont rien donné.
Elle contient un trésor religieux qui est le reliquaire de saint Phébade datant du XIIIe siècle et celui de sainte Alberte. On doit cette découverte à l'abbé Melet. Il sait que la tête de saint Phébade ne s'y trouve pas car ce qu'il en reste est à Agen. Or il y trouve des ossements de crane et d'autres os qui n'appartiennent visiblement à l'évêque d'Agen. Après de minutieuses recherches dans de vieilles archives, l'abbé Melet en perce le secret : il s'agit des seuls restes connus de sainte Alberte avec ceux conservés dans la cathédrale Saint-Caprais d'Agen. Ils étaient réunis dans le même reliquaire depuis le XIe siècle. À la suite de cette découverte, le 22 septembre 1884, l'évêque de Rodez fait don à Venerque d'une relique de sainte Foy, "afin que les deux sœurs se trouvent à nouveau réunies". Ces nouvelles reliques proviennent de la châsse de sainte Foy qui avait été découverte à Conques. Cet événement donnera lieu le 21 octobre 1884 à une cérémonie solennelle à Montfrouzi par le vicaire d'Agen, l'abbé Rumeau,.
Saint Phébade était évêque d'Agen et mourut en 400. Sainte Alberte subit le martyre en même temps que sa sœur sainte Foy en 286. Les reliques, volées à Agen, se retrouvèrent à Venerque après avoir été gardées à Périgueux où leur présence est attestée. Elles seraient arrivées à Venerque vraisemblablement en 1562 lorsqu'Agen tomba entre les mains des Huguenots en pleine guerres de religion pour les mettre à l'abri en lieu sûr. Venerque offrait à ce titre bien des atouts : outre le fait qu'il n'y avait aucun conflit religieux, c'était une ville fortifiée. Il est cependant étonnant de constater qu'une confrérie Saint-Phébade est attestée à Venerque en 1497, année où l'abbé Castelli en a écrit les statuts. Elle organise notamment une procession des reliques le 25 avril. Elles sont escortées par des hommes en armes, de peur qu'on ne les dérobe pour les ramener à Agen. Dès 1730, il est d'usage d'utiliser les fonds levés lors des processions, pour alimenter un fonds pour des déshérités. Cette tradition instaurée par l'abbé de Lasteules restera en vigueur jusqu'en 1880.

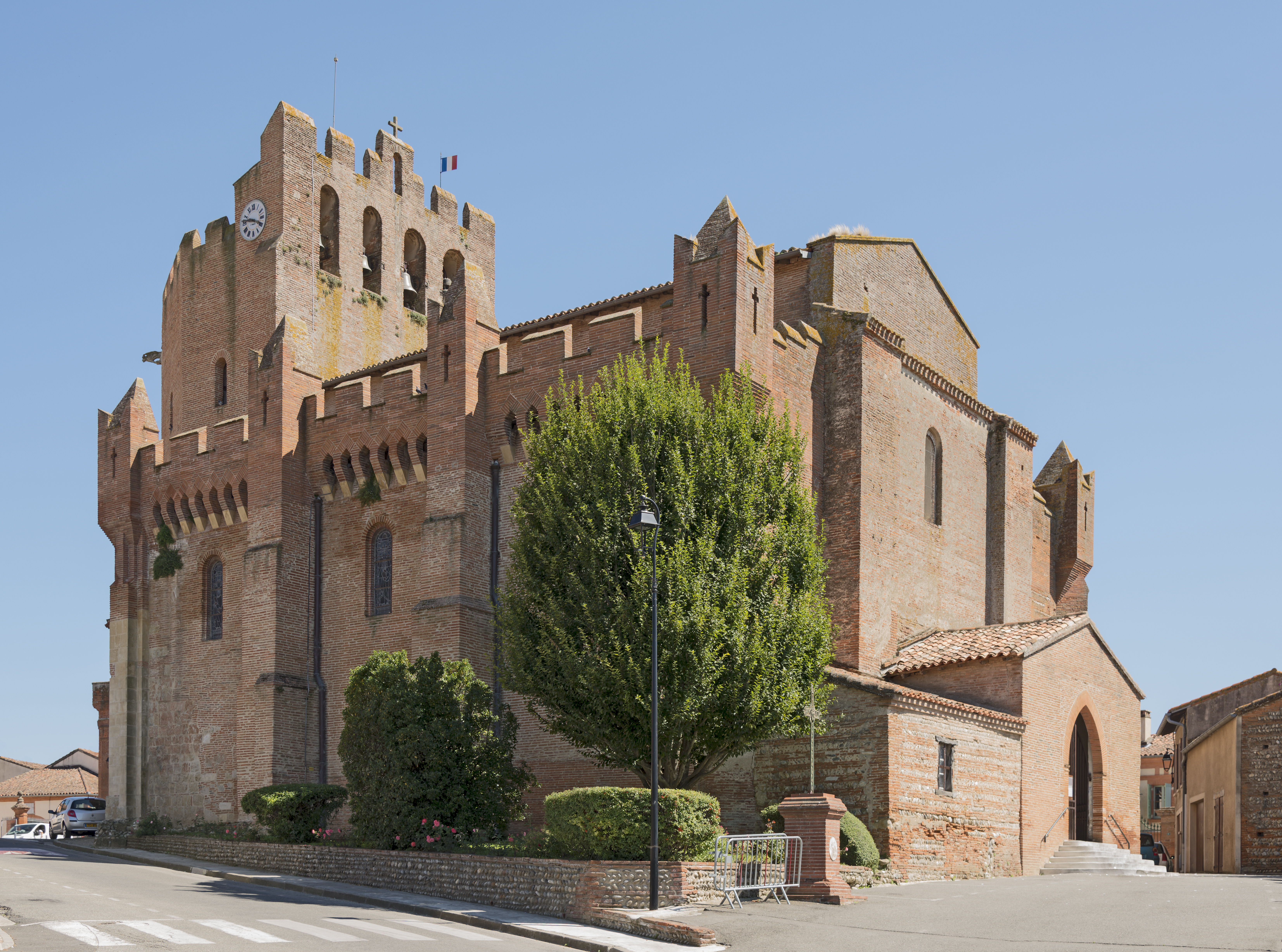
L'église
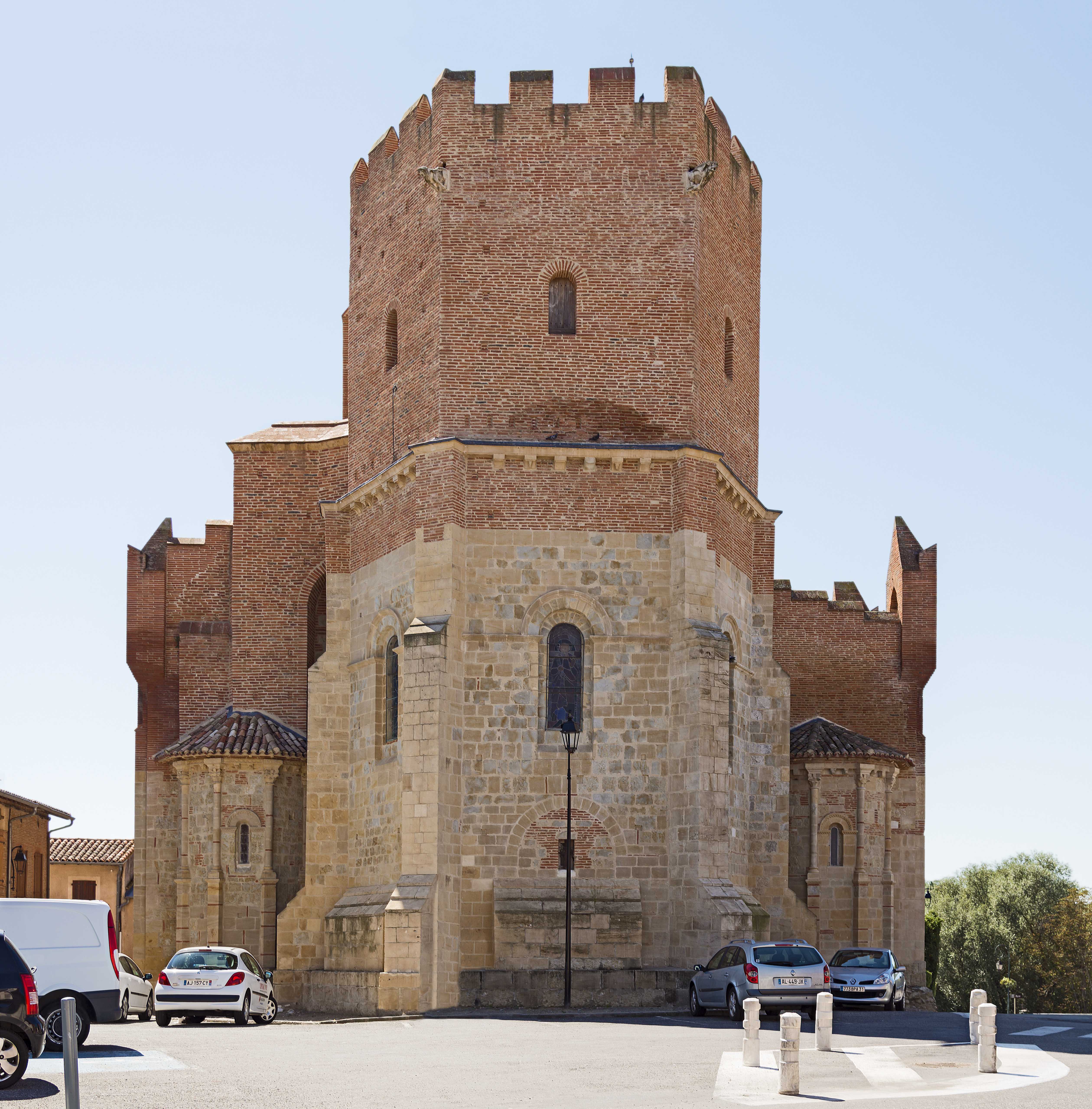
L'abside
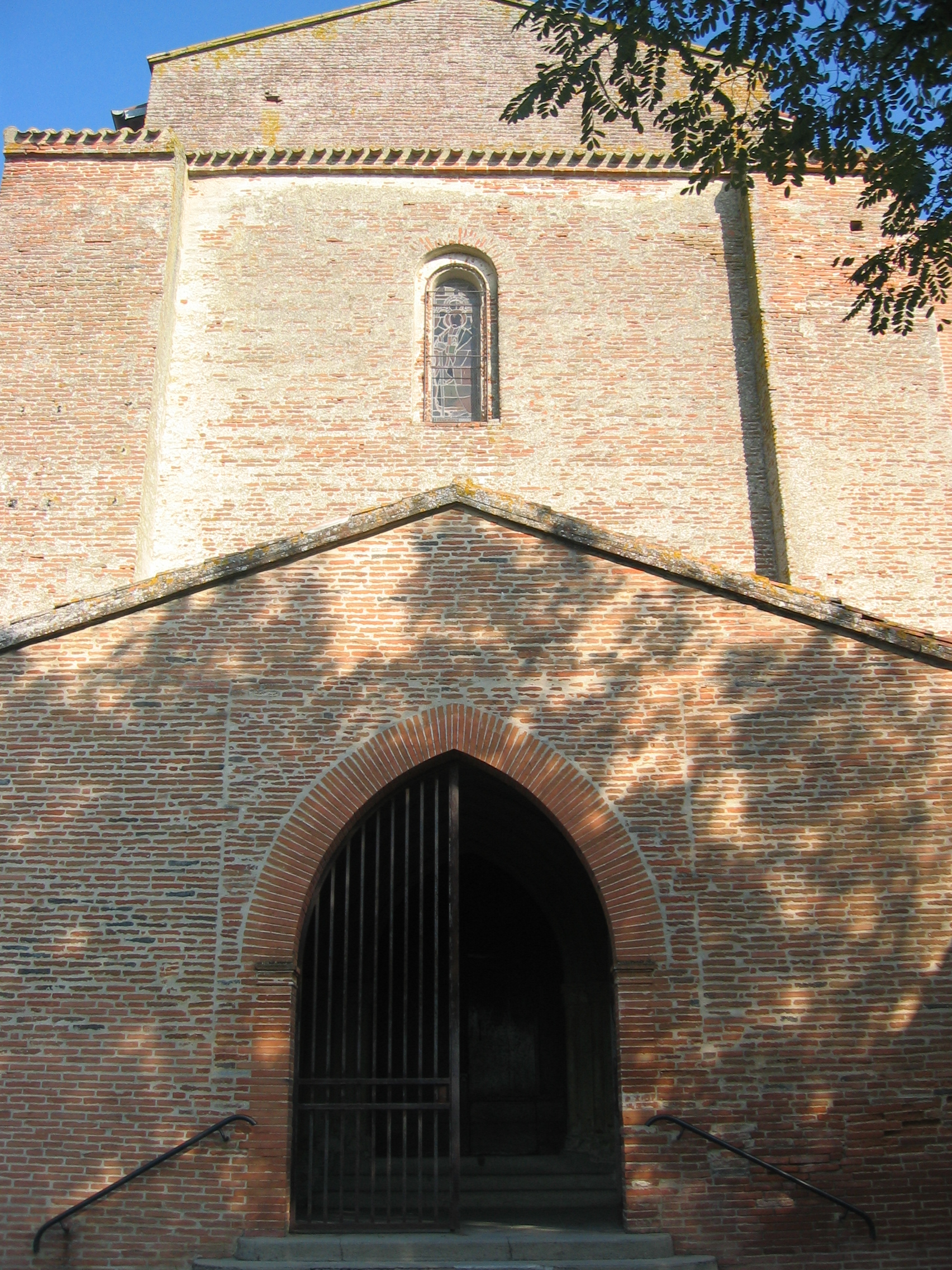
Entrée de l'église

On peut signaler d'autres lieux de cultes disparus : l'église de Bézégnagues qui a été signalée au XIIIe siècle, la chapelle domestique du château des Maurices reconstruite en 1640 et la chapelle Notre Dame de Pitié contiguë à l'hôpital des Peyrouses démolie pendant la Révolution en vendémiaire An III.

### La halle
La construction de la halle remonte à 1858. Après avoir servi de halle aux grains, on la transforme en salle des fêtes en 1952 et elle sert de cinéma à partir de 1954. Elle est devenue une salle polyvalente après une complète réhabilitation en 1972 par l'entreprise de maçonnerie Pavan. Du 4 avril 1968 jusque dans les années 1980 s'y tenait le marché à la volaille. Les restrictions européennes ayant eu raison des ventes d'animaux vivants, il a disparu. Dans les années 1970, des rifles importantes y furent organisées. Elles avaient une spécificité locale qui était que le gros lot était un sanglier. Réceptions, conférences, concerts et même défilés de mode s'y sont succédé depuis sa rénovation.

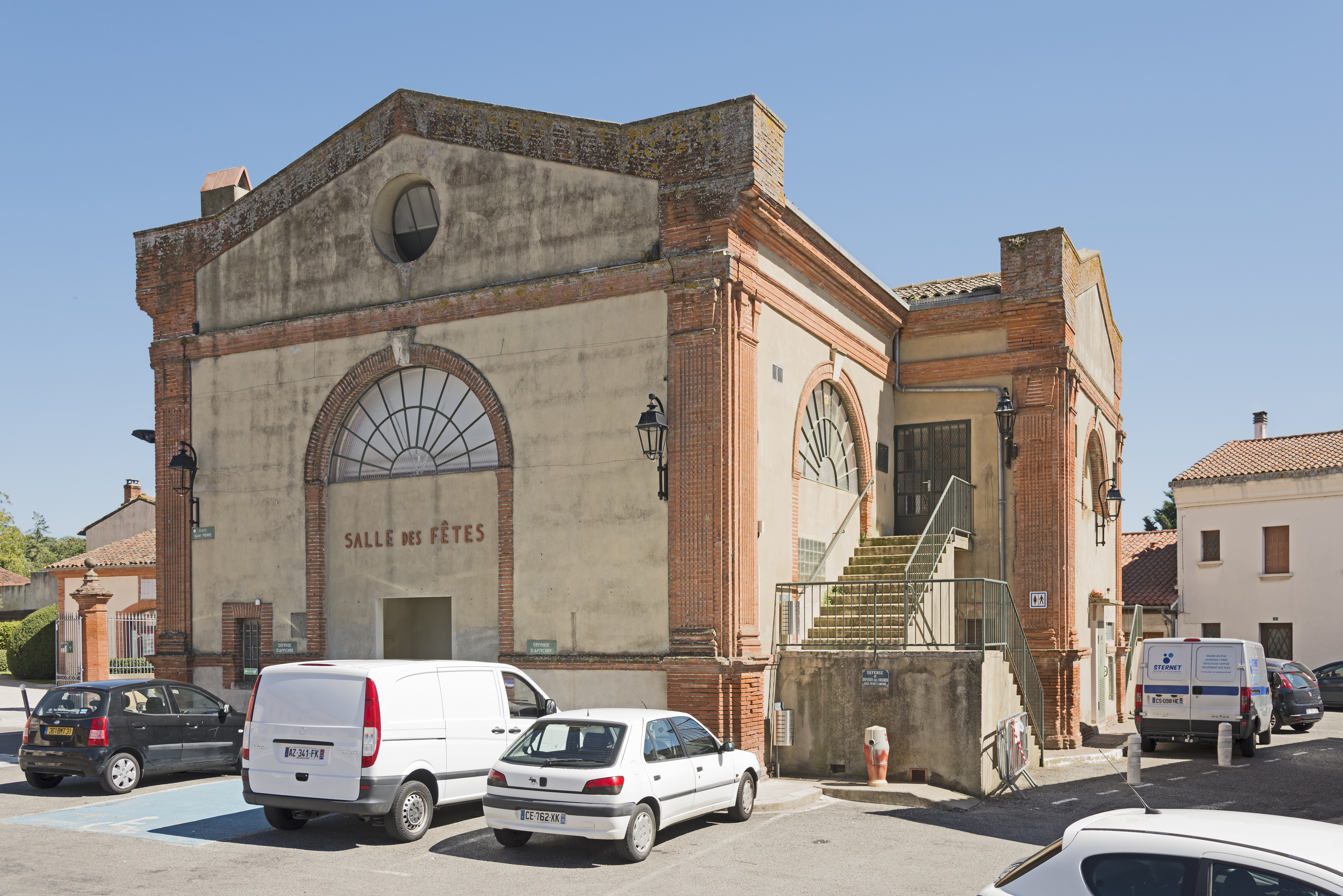
L'ancienne halle, actuellement salle des fêtes
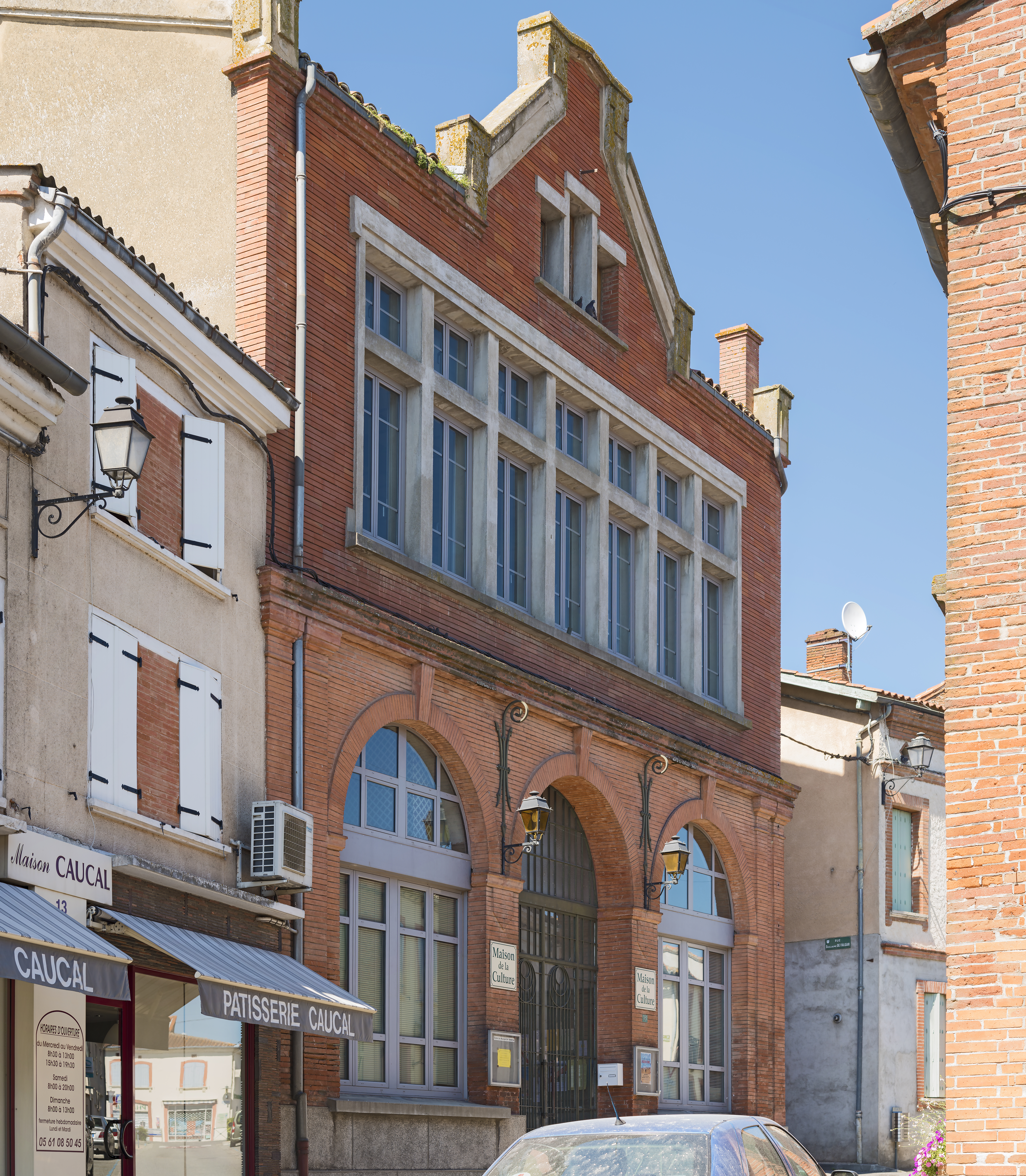
La maison de la culture

### Maison de la Culture
La maison de la Culture ou ancienne mairie. Le début de sa construction date du 7 janvier 1831. Elle sert d'abord de halle aux grains avant de devenir la mairie le 22 octobre 1950. Local récupéré à la suite du déménagement de la mairie, elle est le lieu où se sont concentrées quelques associations.

### Autres lieux
- La mairie : devenue propriété communale le 26 octobre 1983, lors du second mandat de Jean Arnaud. Il s'agit d'un maison bourgeoise de style Second Empire qui était alors la propriété de M. Simon. C'est en ce lieu que se trouvait le château des seigneurs de Venerque, la famille Lancefoc depuis 1520. Il subsistera en l'état jusqu'en 1825.
- L'ancien lavoir : la décision de sa construction remonte au 1er juin 1913. Mais à cause de la Première Guerre mondiale son édification ne sera terminée qu'en 1926. Il ne restera en fonction que peu de temps et à partir de 1977, il deviendra le local attribué au club de pétanque[90].
- Réserve naturelle régionale Confluence Garonne-Ariège

## Vues de Venerque

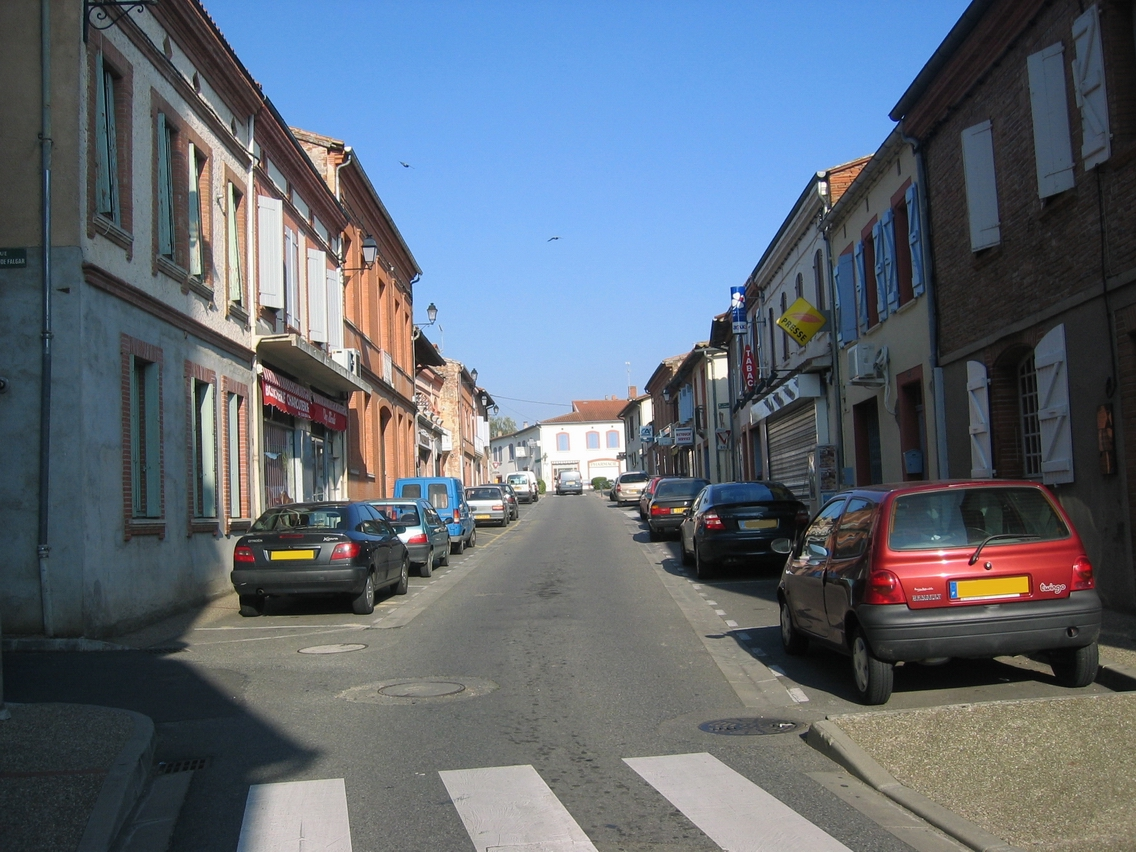
Grande rue de Rémusat
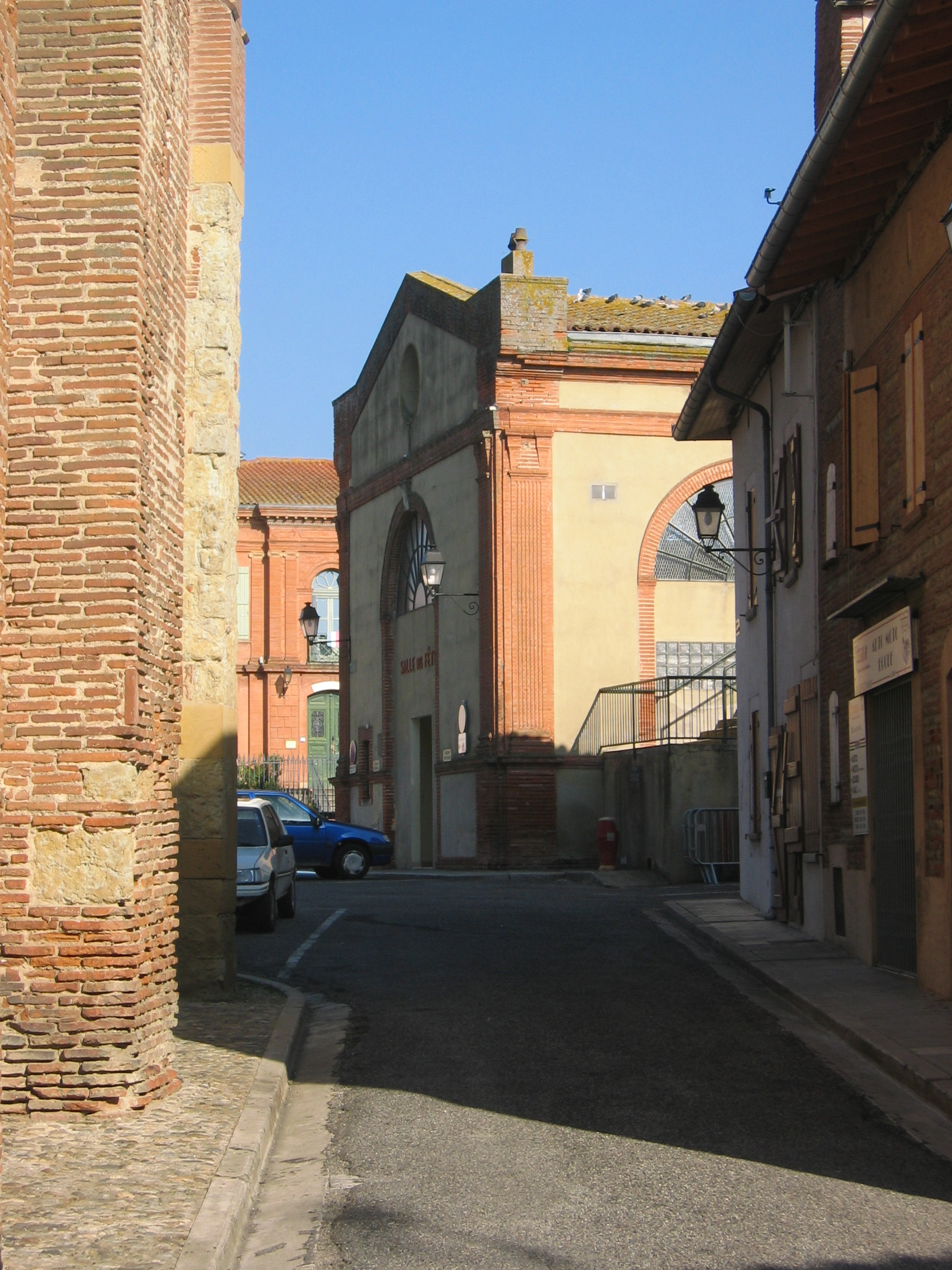
Rue Jean-Barthès
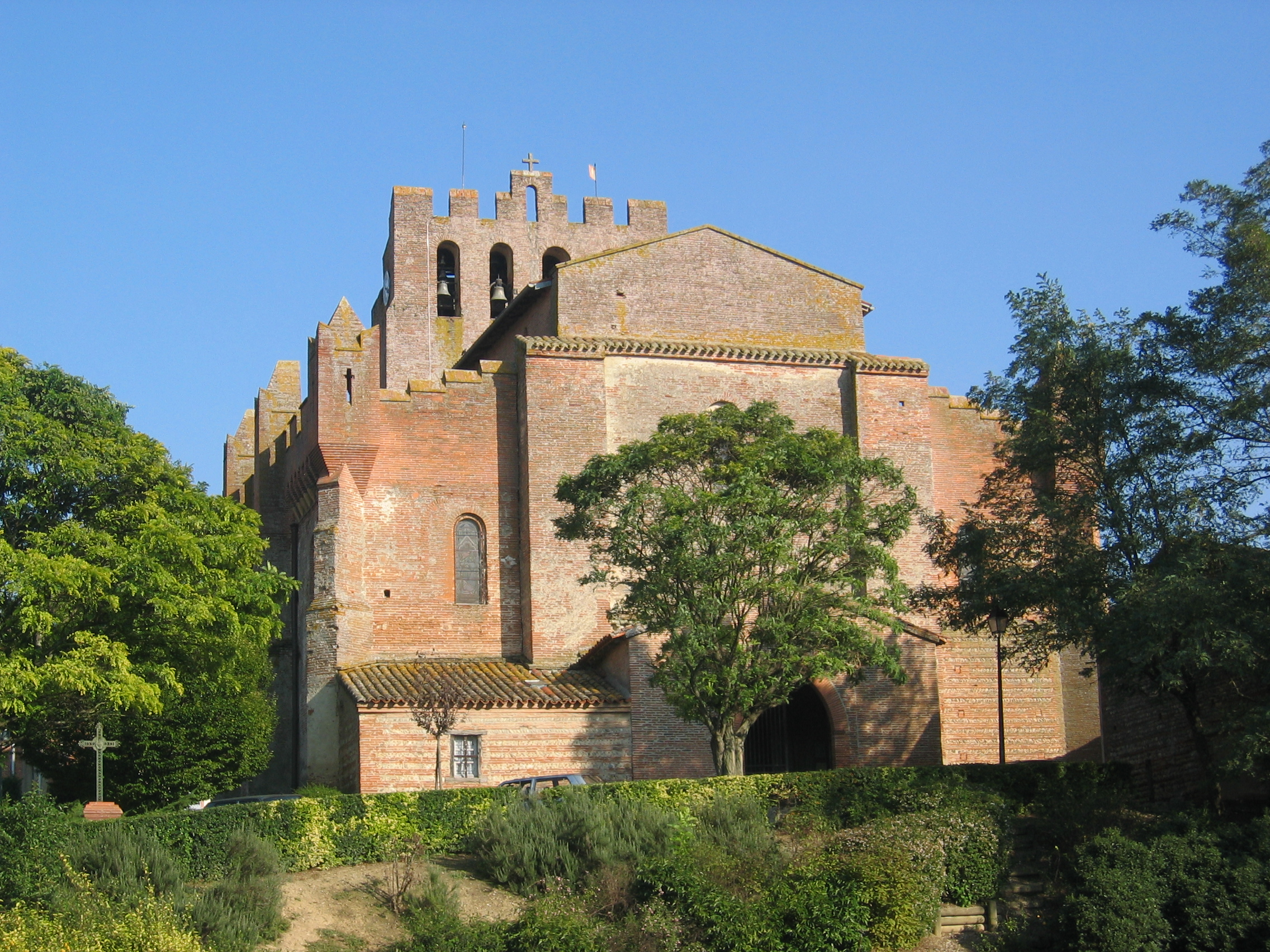
L'église

## Personnalités liées à la commune
Il convient de classer les différents personnages qui ont marqué la commune, en fonction de leur notoriété mais aussi du lien qu'ils ont eu avec Venerque, certains ne faisant qu'y passer, y reposer à jamais ou simplement s'y rendre régulièrement sans y résider.

### Personnalités importantes
Leur notoriété est grande et a parfois dépassé les frontières. Certains sont restés dans l'Histoire. Ils sont des individus phares de l'histoire du village.

#### Les scientifiques

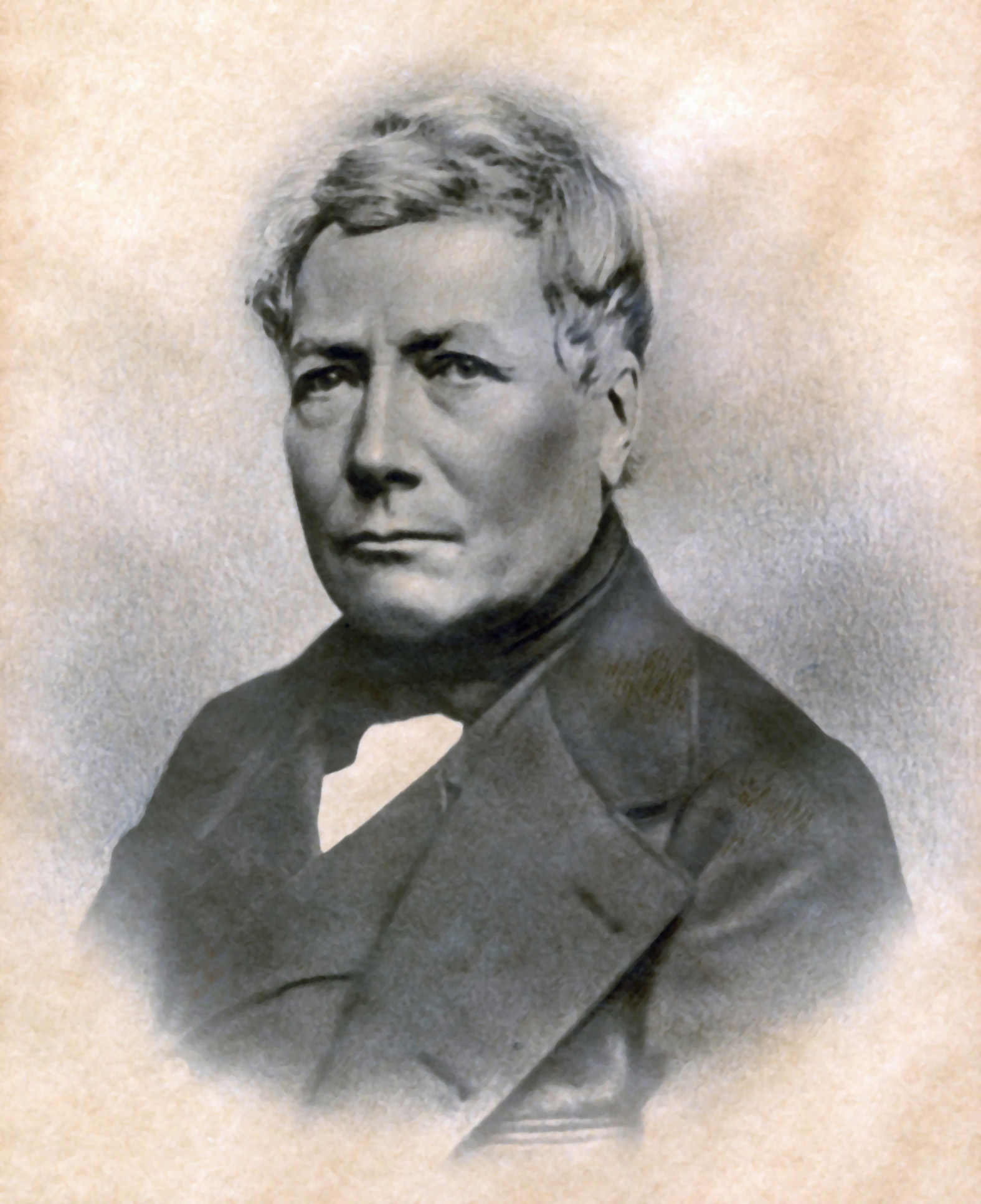
Jean-Baptiste Noulet.
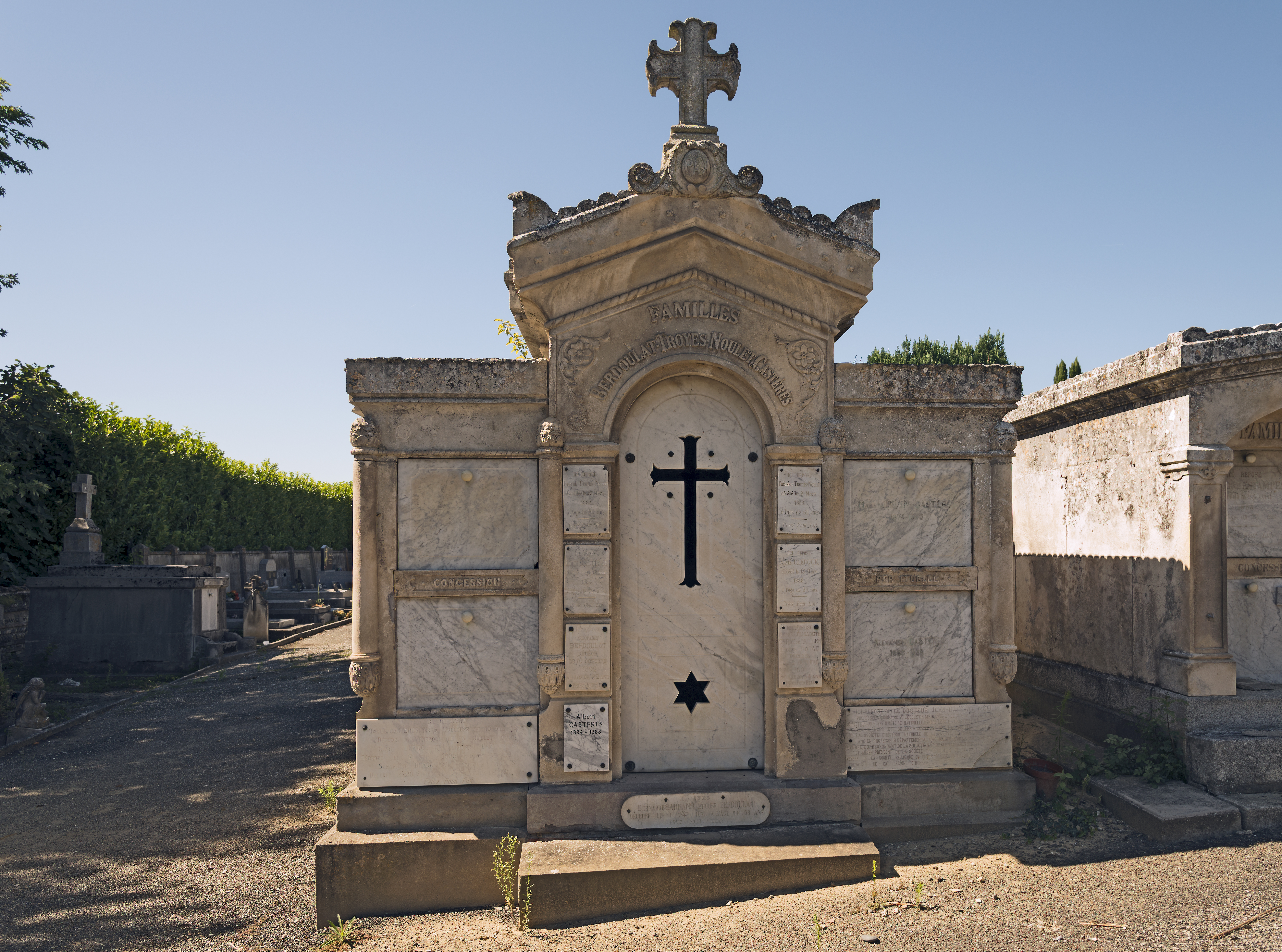
Tombe de Jean-Baptiste Noulet.

- Jean-Baptiste Noulet, naturaliste qui a contribué à prouver l'existence de l'homme fossile. Contemporain de Boucher de Perthes qui est resté à la postérité comme l'inventeur de la préhistoire scientifique, il a longtemps été oublié de l'histoire des sciences, alors que ses travaux[68] sont remarquables de rigueur. Ce n'est qu'en 2006 qu'une publication scientifique dans une revue de niveau international le sortira de l'oubli et lui rendra la place qu'il mérite[91]. Du 18 au 21 mai 1990, pour le centenaire de sa mort, l'association Culture, loisirs et sports de Venerque lui a rendu hommage en lui consacrant une exposition à la Maison de la Culture. Pour l'occasion, le Muséum d'histoire naturelle de Toulouse prêta des pièces trouvées à l'Infernet et la bibliothèque de l'université Paul-Sabatier mit à disposition quelques ouvrages dont un précieux herbier de la flore locale. Il est enterré dans le cimetière de la commune.

#### Les religieux

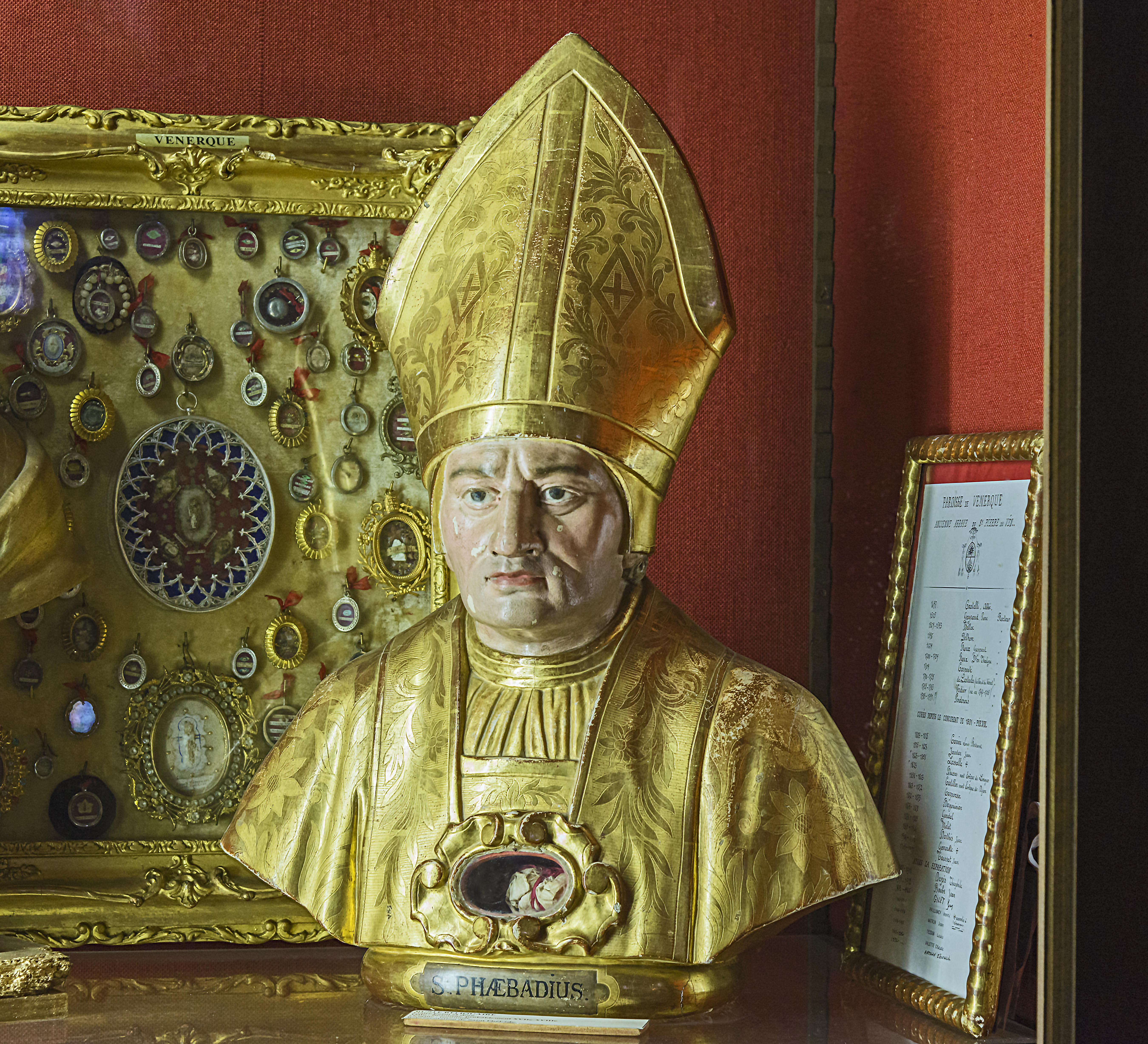
Une partie des reliques de Saint Phébade dans l'église de Venerque.

- Saint Phébade, ancien évêque d'Agen dont une partie importante des restes sont à Venerque. Il était à la tête des évêques de Gaule qui ont combattu l'Arianisme et le pouvoir politique romain. Il a contribué à donner le visage qu'a aujourd'hui la religion catholique[92].
- Sainte Alberte n'était qu'une simple martyre qui fut sanctifiée pour son seul sacrifice. Ses seuls restes connus sont ceux de l'église de Venerque. Ces derniers sont conservés dans le même reliquaire que celui de saint Phébade avec qui elle repose à jamais[69]. Comme l'usage le veut, des reliques ont été prélevées pour être données aux églises qui en faisaient la demande. Il est logique que la première servie fut la cathédrale Saint-Caprais d'Agen.
- Hugues de Saint-Martial est nommé prieur du couvent de Venerque en 1362. Il deviendra archevêque d'Avignon et cardinal de Sainte-Marie du Portique[52].

#### Les écrivains et les artistes
- Abbé Jean Barthès, curé du village et poète, lauréat de l'Académie des Jeux floraux avec Autour du clocher[70] où il obtient le titre de maître ès jeux floraux de Toulouse. Il arrive à Venerque en 1885 où il succède à l'abbé Melet, inventeur des reliques de sainte Alberte[69]. Il impulse les fortifications actuelles de l'église en 1896.
- Marie Didier, écrivain et gynécologue, régulièrement publiée chez des éditeurs comme Gallimard[93]. Elle a été plusieurs fois invitée dans des émissions littéraires comme Apostrophes. Elle est la petite fille du colonel Jaubart qui a écrit la première histoire de Venerque[50] et la fille du capitaine Delon, le seul mort pour la France de la commune lors de la Seconde Guerre mondiale. En juillet 1989, alors qu'elle a quitté Venerque, c'est avec son mari Michel qu'elle y fait connaître l'Opération Villages roumains qui est à l'origine du jumelage avec Hodoşa.
- Le journaliste et écrivain[94] Alex Coutet qui repose à Venerque.
- Le sculpteur Victor Ségoffin venait à Venerque pratiquer son loisir favori qu'était la pêche. Une plaque commémorative dans l'ancien restaurant Le Duc le rappelle à l'entrée, juste après la passerelle qui enjambe la Hyse.

#### Les sportifs
- Cathy Moncassin, cycliste et plusieurs fois championne de France. Détentrice d'un titre de championne de France de poursuite sur piste obtenu à Hyères, elle interrompt sa carrière en 2004 pour mettre au monde la petite Margaux en septembre 2005[95].

### Anciens seigneurs
Ensuite nous avons d'anciens seigneurs de Venerque qui étaient essentiellement toulousains. Certains ont été capitouls. La plupart n'habitaient pas le village. On retrouve leurs noms dans les deux ouvrages, consacrés à l'histoire locale et beaucoup de noms de rues de la commune portent leurs noms :
- Famille de Polastron dont l'un des descendants est l'actuel prince de Monaco.
- Famille Rémusat qui était propriétaire de la forêt de Combescure qui couvre 54 ha. Il en a été fait don à la commune dont elle a tiré l'essentiel de ses revenus. Paul de Rémusat qui était un ami du maire de l'époque, en autorise le défrichement en 1872. La rue principale du village porte ce nom.
- Famille Lancefoc
- Jean de Mansencal.

### Ils y ont mené des actions militaires
- Thierry Ier qui remporte à Venerque la bataille de Mont-Frouzi en 507[53].
- Gaspard II de Coligny a fait fortifier le village en 1570.
- Henri de Lévis, duc de Ventadour. Il est de triste mémoire car il fit raser les fortifications de la ville. La grande esplanade porte quand même son nom.

### Personnalités politiques liées à Venerque
D'autres ont exercé leurs responsabilités sous d'autres cieux :
- Jean Albouy a été député suppléant de la première circonscription de l'Essonne. Il s'est retiré à Venerque, le village d'origine de son épouse qui est aussi la fille aînée d'un ancien garde champêtre.
- Christophe Bex, élu député dans la septième circonscription de la Haute-Garonne sous l'étiquette NUPES en juin 2022, vit à Venerque[96].

#### Champions du monde
- Les échos de la Hyse ont obtenu des titres de Champions de France internationaux, équivalents dans cette discipline qu'est la trompe de chasse, à un titre de champion du monde. Les frères Pinel, Nicolas (en seconde) et Vincent (à la basse), ont été champions de France internationaux en trio avec Christian Oiry (qui faisait le chant) de Saint-Bertrand-de-Comminges, le 11 septembre 1994[97].
- Pierre Leymonerie a obtenu la médaille d'or aux championnats du monde de canoë-kayak dans la catégorie vétérans à Bourg Saint-Maurice le vendredi 29 juin 2012[98].

#### Des artistes
- Michel Didier est un peintre reconnu[99]. Quant à la fille aînée, elle a fait comme sa mère et a le virus de l'écriture. Le public de Claire Didier est celui des enfants[100].

## Vie locale

### Sports
Le football et la pétanque sont les pratiques sportives les plus anciennes existantes encore à ce jour dans le village. L'implantation du tennis est plus récente et reste relativement confidentielle même si en son temps l'effet Noah avait amené nombre de licenciés parmi les jeunes. À l'inverse le canoë-kayak connait un vif succès malgré son jeune âge. La pêche et la chasse sont présentes depuis la nuit des temps mais leur pratique tend à décliner. D'autres activités ont disparu puis réapparu comme le tennis de table mais toutes ont en commun de ne pas avoir tenu à l'épreuve du temps comme la boule lyonnaise, le rugby ou le basket-ball. D'autres sont organisés par des clubs extérieurs comme l'équitation. Parfois l'engouement pour une pratique a fait qu'un club se soit créé localement comme c'est le cas pour le cyclisme.

#### Le football
Son club de football, l'US Venerque, est bien connu pour la qualité de son école. L'équipe fanion a même atteint le niveau Promotion Honneur dans les années 1990 sous présidence de Simon Sié lorsque les anciens ayant évolué en troisième division à l'AS Muret sont revenus au club.
Il a eu la particularité d'accueillir dans les années 1970-80, un ancien international junior, Jean Escat, capé lorsqu'il était sociétaire du Football Club de Martigues.
C'est aussi sur l'ancien terrain d'honneur Georges-Caucal que terminera sa carrière Just Fontaine à la suite d'une fracture de la jambe.
Quelques joueurs de l'USV ont connu le plaisir d'être sélectionnés dans l'équipe de la ligue du Midi comme René Salvayre et Stéphane Bocognani. Chez les jeunes il y eut Jean-Paul Nardin.
D'autres joueurs issus de l'école de football, ont poursuivi une carrière dans des équipes de plus haut niveau, le plus élevé étant la troisième division.

#### La pétanque
La pétanque est aussi bien implantée. L'USV section pétanque a été créée le 22 août 1964. Son président fondateur fut Marius Médale.

#### Le tennis
Le tennis se pratique sur les deux terrains, accueillant une fois par an un tournoi officiel. Il compte actuellement 90 membres.

#### Le cyclisme
- Depuis 1953, une tradition a été instaurée lors de la fête locale. C'est la course cycliste du dimanche après-midi qui a été à son apogée dans les années 1970 quand le Vélo Club de Montastruc en était le partenaire. On y a vu notamment la victoire de Jacques Esclassan qui gagnera par la suite le maillot vert du Tour de France 1977. D'autres coureurs comme Roland Smet et Dante Cocolo qui deviendront eux aussi professionnels, inscriront également leur nom au palmarès du Grand Prix local. Puis sa réputation a lentement décliné avec un parcours moins sélectif et des coureurs de moins bon niveau, pour finalement disparaître avec le millénaire.
- En 2004, Cathy Moncassin lance le VVS31 (Venerque Vélo Sport) qui est une véritable école de cyclisme de compétition et qui prépare à toutes les catégories : piste, route, VTT, cyclo-cross,.. Il est l'un des plus importants clubs de Midi-Pyrénées[95].

#### Le canoë-kayak
Le club de canoë-kayak Venerque Eaux Vives s'est développé depuis la fin du siècle dernier. Il occupe l'ancien abattoir désaffecté le 31 décembre 1973 et qui est aménagé en centre de loisirs depuis le 11 février 1999. Il a formé beaucoup de kayakistes de bon niveau dont plusieurs ont participé aux championnats de France. Le premier d'entre eux fut Pierre Leymonerie en 1994. La compétition se déroula à Bourg-Saint-Maurice. Il y obtint la 108e place à l'épreuve de descente en kayak. Il y était alors le seul représentant de la région Midi-Pyrénées. Nous avons vu qu'il finira sa carrière en beauté.

#### Le tir
- Venerque a possédé une équipe de tir dont quelques sociétaires ont participé aux Championnats de France.
- Il a aussi existé de façon épisodique du ball-trap essentiellement avec les chasseurs. Des concours ont été organisés à l'occasion de la fête locale.
- Le tir à l'arc créé dans les années 1990 se pratique encore de nos jours.

#### L'équitation
Dans le courant du mois de septembre, il est de tradition d'organiser sur le bord de l'Ariège une épreuve équestre de sauts d'obstacles sur un terrain acheté par la municipalité en juin 1969.

#### Les loisirs
- C'est surtout la pêche qui a fait la réputation du village avec la célèbre histoire Lé pescaïre de Venerquo[102]. La société de pêche locale en a pris le nom. En 1988 sous la présidence dynamique de André Portes, elle commence à aménager le lac de l'ancienne briqueterie Nicoloso pour qu'on y pratique la pêche. Ce lieu se veut aussi avoir une vocation pédagogique pour les jeunes désirant apprendre et perfectionner leurs techniques de pêche. Il ne sera inauguré qu'au début du mois de juin 1991.
- La chasse est également pratiquée sur la commune. L'un des principaux problèmes qui se pose aujourd'hui est la diminution des zones de chasses à cause de l'urbanisation et l'absence de regroupement avec d'autres communes.

#### Activités disparues
- Le tennis de table a eu ses heures de gloire dans les années 1950 avec l'Atomic Club de Venerque qui fut champion de France, grâce notamment aux Indochinois qui étaient venus sur la commune. Relancé dans les années 1970-80 dans le cadre de l'USV, l'équipe fit à nouveau parler d'elle au niveau régional, allant jouer jusqu'à Tarbes. Mais comme de coutume, la dispersion des jeunes espoirs après leurs études eut raison de l'équipe.
- Le 18 juin 1989 a lieu la première épreuve de Garona, une descente en radeaux de la Garonne de Muret à la Prairie des filtres à Toulouse. Cette épreuve a été créée par le Dr Sabatier, cardiologue à Muret. La plupart des embarcations y étaient toutes plus farfelues les unes que les autres, quand d'autres privilégiaient la compétition sportive. Un radeau venerquois y participe dès sa création. Son capitaine est Francis Coustouzy qui en bon ébéniste a réalisé un radeau représentant l'église de Venerque. Le 16 juin 1991 a lieu un événement important puisque Garona devient GaronAriège et un second point de départ est mis en place à Venerque. À cette occasion un autre symbole de Venerque, le fameux « Pescayre », est le thème d'une embarcation. Le radeau no 192 de ce premier GaronAriège piloté par Roger Béziat porte à nouveau au plus haut la tradition du village. Il est immortalisé par une photo dans un livre consacré à l'épreuve[103].
- Le rugby a été pratiqué dans la commune au début du XXe siècle. Plus aucune équipe ne verra le jour, si ce n'est dans les années 1990 où le club de rugby de Le Vernet pris le nom de Le Vernet-Venerque avant de disparaître au tournant du siècle.
- Parmi les sports qui ne sont plus pratiqués citons la boule lyonnaise et le basket-ball.

#### Anecdotes
- En 1978 l'équipe du conseil municipal renforcée par les employés communaux, ont disputé deux matches contre successivement les entraîneurs de l'équipe de basket et de football, et ils ont remporté les deux rencontres !
- Le volley-ball. Lors de la cérémonie de jumelage avec Rivoli Veronese, il a été organisé un mini-tournoi féminin. Mais il a fallu faire appel à des équipes extérieures (Fonsorbes et Villeneuve-Tolosane) pour donner la réplique aux Transalpines, Venerque ne possédant pas d'équipe féminine dans ce sport. Les rencontres eurent lieu au Centre Guilhem. La victoire revint à Fonsorbes[104].
- Le 30 août 1969 a eu lieu sur le stade Georges-Caucal la seule corrida jamais organisée à Venerque. Toutefois il ne put y avoir de mise à mort compte tenu du caractère exceptionnel de la manifestation. Ce qui n'empêchera pas un taureau d'y laisser la vie par accident. La bête ayant dérapé, elle plante sa corne involontairement dans le sol en faisant son virage. L'arrêt est brutal et l'animal se sectionne les vertèbres cervicales. Il sera cédé à un boucher.

### Culture
C'est surtout la musique qui est au cœur des activités culturelles et elle se décline aujourd'hui en 3 structures distinctes. Depuis 1976, la municipalité s'investit beaucoup dans la culture qu'elle a contribué à lancer puis à professionnaliser en s'attachant les services d'animateurs.
- L'ACLSV, est une association culturelle fondée en mai 1977 sous l'impulsion de la municipalité. Si un élu en fut le premier président, ce fut son successeur immédiat, Jean Nicolle, qui la développa et lui donna sa stature actuelle[105].

#### La musique
- Venerque possède une tradition musicale. On peut y voir ici la conséquence d'un travail important que l'on doit au compositeur local Edouard Lacombe. Il a contribué à faire aimer et pratiquer la musique par le plus grand nombre. Tout avait commencé dans les années 1930 par la création d'une clique qui disparut avec les anciens combattants.
- Les Échos de la Hyse, les musiciens maniant avec talent la trompe de chasse, ont participé régulièrement aux Championnats de France et y ont obtenu de nombreux titres tant nationaux qu'internationaux.
- Une école de musique associative a été créée en 1974. Dès sa naissance l'harmonie musicale se fit connaître et elle se produisait à l'extérieur du village. Ce qui permit de tisser des liens et des traditions de concerts annuels, comme dans le petit village ariégeois de Gestiès. Actuellement gérée par un conseil d'administration composé uniquement de bénévoles, l'école emploie 11 professeurs et forme près de 120 élèves (2012). Plusieurs ensembles musicaux complètent l'école : un orchestre d'harmonie, un jazz band (Phil's Jazz Band) et un orchestre « junior » (Calissia). Les musiciens proposent plus de dix concerts par an.
- Une chorale existe à Venerque depuis 1992. Rattachée tout d'abord à l'école de musique, elle passe en association en 2008 sous le nom de Vocal'hyse et participe à de nombreuses manifestations locales, régionales, nationales et européennes.

### Venerque dans les Arts
Le village a aussi inspiré quelques artistes ou a été le lieu où se sont déroulées des scènes de leurs œuvres. C'est la littérature qui a le plus mis à l'honneur le village.

#### La littérature
- La Compagnie des spectres[106] est une œuvre importante de l'écrivain Lydie Salvayre qui a reçu le prix Goncourt 2014. Quelques épisodes de son histoire se situent à Venerque.
- L'abbé Jean Barthès, curé du village et poète, a plusieurs fois chanté dans ses poèmes la vie et la beauté de son église et de son village, en particulier dans son recueil le plus connu Autour du clocher[70] mais aussi dans Reflets d'Évangile[107].
- Venerque a été rendu célèbre dans la région avec le fameux monologue du Pescaïre de Benerquo[102] écrit par Laclau et Veyries dans les années 1920. Elle a été immortalisée sur scène et par un disque par Piroulet[108].
- Dans le roman de Maurice Magre, Jean De Fodoas, aventures d'un Français à la cour de l'empereur Akbar, il est question d'un « vénérable seigneur de Venerque »[109].
- Dans le roman historique Marguerite - Histoire du temps de Saint-Louis, écrit par Justin Cénac-Moncaut en 1860, on parle de "deux prisonnières enlevées et qui disparaissent avec leurs ravisseurs sur leurs chevaux dans les bois de Venerque"[110].

#### Le cinéma
En 1993, le réalisateur André Téchiné viendra tourner une scène de son film Ma saison préférée au restaurant La Plage alors tenu par Mme Carol. Elle apparaît d'ailleurs avec son équipe aux côtés des deux vedettes Daniel Auteuil et Catherine Deneuve.

#### La musique
Le compositeur Édouard Lacombe a composé un hymne du village, Salut à Bénèrquo.

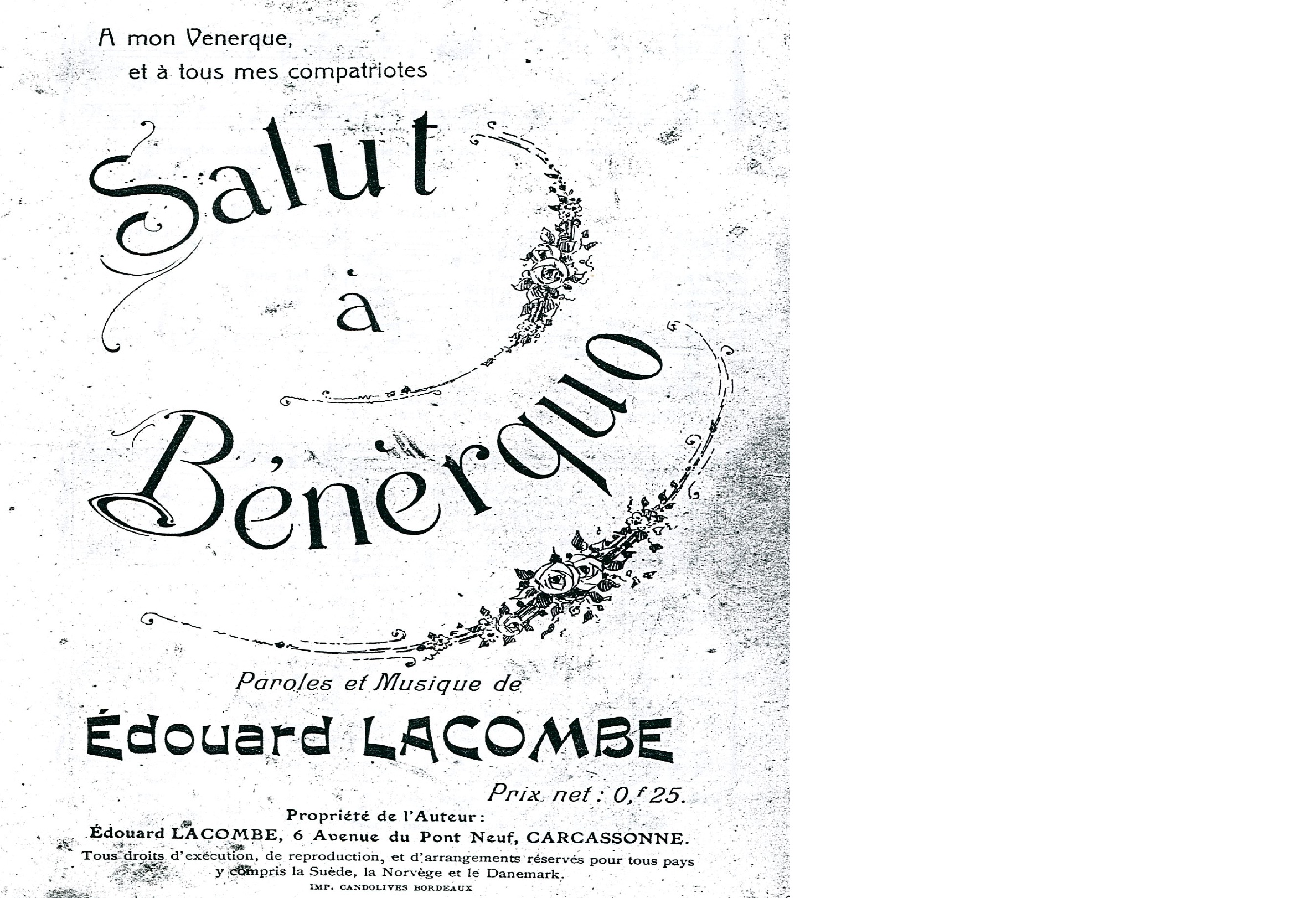
Édouard Lacombe : première page de la partition de Salut à Bénèrquo.

#### La peinture
- On connaît une lithographie de 1850 réalisée par l'artiste toulousain Eugène de Malbos[112] qui représente l'entrée du village telle qu'elle était au XIXe siècle. L'église y est représentée vue du Pont de la Campardoune à Rive d'eau. Elle a été reproduite de nombreuses fois y compris comme plaque de cheminée et même sur des mille-feuilles par René Caucal !
- Laurent Chèze a publié un livre sur des aquarelles représentant Venerque[113] et quelques-uns de ses contemporains.

### Venerque et les sciences
En parallèle du milieu artistique, on a eu des découvertes scientifiques sur la commune. Elles sont le plus souvent liées à son passé historique.
- La préhistoire est bien évidemment à l'honneur avec en tout premier lieu les découvertes de Jean-Baptiste Noulet[51]. Puis d'autres préhistoriens viendront fouiller à leur tour dans le village, notamment dans la plaine de la Hyse[114].
- L'abbé Melet invente à Venerque les reliques de sainte Alberte[69].
- Nous avons aussi les fouilles des deux cimetières mérovingiens, la plus ancienne par Casimir Barrière-Flavy[53] et l'autre plus récemment par Eric Crubézy[115].
- Plusieurs travaux ont été menés sur l'église, le plus ancien étant un mémoire de DEA présenté à l'Université Toulouse Le Mirail par Françoise Aribert-Abrial[116]. Puis, plus récemment, une mise à jour sous forme de mise au point bibliographique a été coécrite par plusieurs venerquois dans une partie d'un livre publié sous la direction de l'historien auterivain Louis Latour[86]. Enfin la dernière étude approfondie sous la direction de Diane Joy[117] vient clore au moins provisoirement les différentes études du monument.

### Enseignement
- Le seul établissement est l'école primaire publique de Venerque. Elle est située rue Jean-Baptiste Noulet depuis 1955. Aujourd'hui elle est un peu saturée. Jean Lestrade en a été un des instituteurs emblématiques. Laïque républicain par excellence, il sera à sa retraite élu pour plusieurs mandats au conseil municipal. Dans sa jeunesse, il fut aussi un joueur et entraîneur du club de football qu'il a contribué à développer. La suite de la scolarité est pratiquée sur la commune voisine de Vernet (collège Marcel-Doret).
- À côté de celle-ci, on décide en 1980 de construire une école maternelle dont les travaux débutent en 1981.
- Le centre Guilhem accueille des jeunes handicapés. Il porte le nom de l'ancien maire qui a fait don de son domaine de Julia pour y installer un hôpital.

### Santé
Centre Guilhem institut médico pédagogique, ambulance, pharmacie.

### Loisirs
- La fête locale a lieu le dernier dimanche d'août depuis 1910. Auparavant, elle était célébrée le 25 avril, le jour de la Saint Phébade qui est la date de la fête patronale. Le maire qui en a pris la décision a eu beau avancer comme argument le mauvais temps récurrent pour expliquer ce changement, il s'est attiré les foudres du curé de l'époque[52]. Par la même occasion la fête s'est déplacée de la rue Rémusat au Ramier, endroit où elle a encore lieu de nos jours. Ce fut aussi le moment où s'est installée la tradition du feu d'artifice. Celui qui s'est déroulé lors des commémorations du bicentenaire de la Révolution française le 28 août 1989 est resté dans les mémoires avec notamment un laser placé sur le sommet de l'église et qui illuminait toute la plaine sportive. C'est Raymonde Nabet qui était alors présidente du Comité des Fêtes. C'était l'époque où des orchestres prestigieux comme René Coll ont animé les bals du samedi soir. Quelques années avant, les plus anciens ont gardé en mémoire ceux menés par l'orchestre Jo Sony. Quelques années plus tard, la fête accueillera des stars du moment. Tout débute le 25 août 1979 avec la venue de Michèle Torr qui laissera une souvenir impérissable. Puis le 30 août 1980 c'est au tour de Patrick Sébastien de se produire à Venerque. Il sera suivi l'année d'après par Mama Béa. Puis le mauvais temps et des choix moins heureux feront que cette tradition disparaîtra. Le dernier groupe très connu à se produire sera Chagrin d'amour. Enfin au début des années 1990, le chanteur et fantaisiste régional Michel Vivoux mettra un point final aux prestations d'artistes lors de la fête locale.
- Le club du troisième âge créé par mademoiselle Molimart en janvier 1977. Puis le colonel Periès en deviendra le président pour longtemps. Il dispose d'un local qui lui est entièrement destiné depuis le 1er mars 1980 et il est toujours aussi dynamique.

## Jumelages
- Rivoli Veronese (Italie). Décidé le 10 septembre 1992.
- Hodoşa (Roumanie). Adopté dans le cadre de l'Opération Villages roumains en juillet 1989.